# Tournoi féminin de basket-ball aux Jeux olympiques d'été de 2012
Vous lisez un « article de qualité » labellisé en 2013.
Cet article traite de l'épreuve féminine. Pour la compétition masculine, voir Tournoi masculin de basket-ball aux Jeux olympiques d'été de 2012.
Pour des articles plus généraux, voir Basket-ball aux Jeux olympiques d'été de 2012 et Basket-ball aux Jeux olympiques.
Navigation
Pékin 2008 Rio de Janeiro 2016
Le tournoi féminin de basket-ball aux Jeux olympiques d'été de 2012 se tient à Londres du 28 juillet au 11 août 2012. Les matchs du premier tour ont tous lieu au sein de la Basketball Arena, tandis que les phases finales se déroulent à la North Greenwich Arena, appelée initialement The O2 Arena mais doit être renommé temporairement durant les Jeux pour éviter la confrontation avec le naming.
Les fédérations affiliées à la FIBA participent par le biais de leur équipe féminine aux épreuves de qualification. Onze équipes rejoignent ainsi la Grande-Bretagne, nation hôte de la compétition, pour s'affronter lors du tournoi final.
L'équipe des États-Unis s'adjuge son cinquième titre consécutif depuis les Jeux olympiques de 1996 à Atlanta. La France s'octroie sa première médaille olympique en remportant la médaille d'argent. L'Australie termine pour la cinquième fois consécutive sur un podium olympique en remportant la médaille de bronze.
Lors de cette compétition, sur les trente-huit rencontres disputées (trente au premier tour et huit en phase finale), seules deux ont nécessité une prolongation au premier tour dans le groupe B. Ces deux rencontres ont été remportées par la France, la première face à l'équipe triple vice-championne olympique l'Australie (74-70) et la seconde face au pays organisateur la Grande-Bretagne (80-77).

## Préparation de l'événement

### Désignation du pays hôte
La commission exécutive du Comité international olympique a sélectionné le 18 mai 2004 cinq villes candidates officielles parmi une liste de neuf villes, dites requérantes postulant à la candidature. Les cinq villes retenues (Paris, New York, Moscou, Londres et Madrid) ont alors entamé la deuxième phase de la procédure.
À l'issue de celle-ci, le 6 juillet 2005 à Singapour, après avoir étudié les dossiers de chaque ville, le jury désigne Londres comme ville hôte des Jeux olympiques de 2012 au terme de quatre tours de scrutin. Lors du dernier tour, la capitale britannique devance Paris de 4 voix.
Les 4 villes candidates malheureuses avaient prévues des sites pour le Basketball :
- Madrid : Madrid Arena (12 000 places au hall 1, 3 000 places au hall 2)[2]
- Paris : Pavillon temporaire de 17 000 places à Saint-Denis[3]
- New York : Madison Square Garden[4]
- Moscou : Olimpiisky Indoor Arena[5]

Londres conserve le dispositif de sa candidature. L'O2 est désignée comme le « dôme de Greenwich », du fait que le CIO n'autorise pas le naming et pour ne pas confondre avec une Arena temporaire adjacente qui aurait accueillit les épreuves de gymnastique rythmique et de badminton (la Greenwich Arena ne fut finalement pas construite, les épreuves concernées se déroulent en la Wembley Arena).

### Lieux des compétitions
Deux salles sont retenues pour le tournoi de basket-ball : The O2 Arena à Greenwich, qui doit être renommé en raison de son naming, et la Basketball Arena dans le parc olympique de Stratford. La Basketball Arena est utilisée pour le premier tour et les quarts de finale. La North Greenwich Arena l'est pour les demi-finales et les matchs à médailles.
| Greenwich, Londres                                          | \| North Greenwich Arena Basketball Arena \| | Stratford, Londres                                                  |
| North Greenwich Arena                                       | \| North Greenwich Arena Basketball Arena \| | Basketball Arena                                                    |
| Capacité: 20 000                                            | \| North Greenwich Arena Basketball Arena \| | Capacité: 12 000                                                    |
| O2 Arena salle de basket-ball pour les jeux olympiques 2012 | \| North Greenwich Arena Basketball Arena \| | Basketball Arena salle de basket-ball pour les jeux olympiques 2012 |
| North Greenwich Arena Basketball Arena                      |                                              |                                                                     |

## Acteurs du tournoi

### Équipes qualifiées

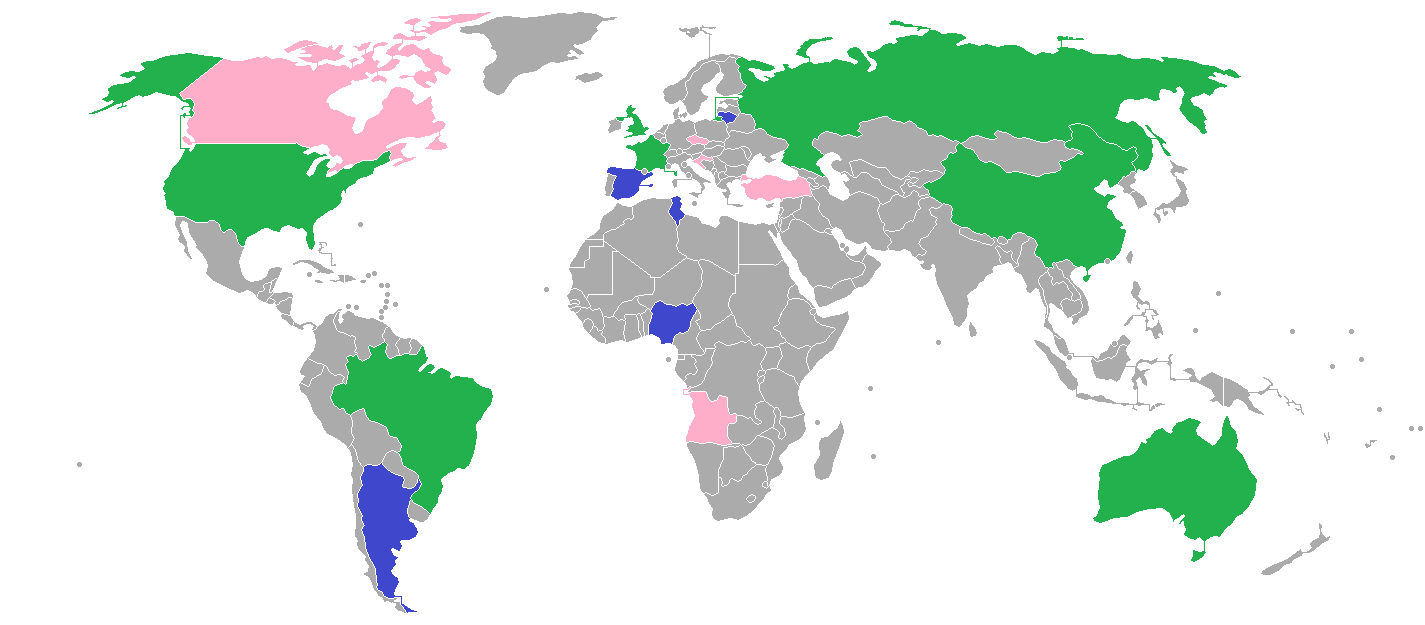
Les équipes qualifiées pour le tournoi féminin sont en vert et en rose.

Chaque Comité national olympique peut engager une seule équipe dans la compétition.
Les épreuves qualificatives du tournoi féminin de basket-ball des Jeux olympiques se déroulent du 23 septembre 2010 au 1er juillet 2012. En tant que pays hôte, la Grande-Bretagne est qualifiée d'office, tandis que les autres équipes passent par différents modes de qualifications continentales.
La première compétition offrant une place est le Championnat du monde 2010, ensuite cinq places sont offertes aux cinq champions continentaux : Europe, Asie, Océanie, Amériques et Afrique. Les cinq dernières places sont attribuées à l'issue d'un tournoi préolympique mondial réunissant douze équipes issues des championnats précédents.
| Compétition                        | Date                          | Lieu      | Places | Qualifiés                                        |
| ---------------------------------- | ----------------------------- | --------- | ------ | ------------------------------------------------ |
| Pays organisateur                  | 6 juillet 2005                |           | 1      | Grande-Bretagne                                  |
| Championnat du monde 2010          | 23 septembre-3 octobre 2010   | Tchéquie  | 1      | États-Unis                                       |
| Championnat d'Europe 2011          | 18 juin-3 juillet 2011        | Pologne   | 1      | Russie                                           |
| Championnat d'Asie 2011            | 21-28 août 2011               | Japon     | 1      | Chine                                            |
| Championnat d'Océanie 2011         | 7-11 septembre 2011           | Australie | 1      | Australie                                        |
| Tournoi des Amériques 2011         | 24 septembre-1er octobre 2011 | Colombie  | 1      | Brésil                                           |
| Championnat d'Afrique 2011         | 23 septembre-2 octobre 2011   | Mali      | 1      | Angola                                           |
| Tournoi de qualification olympique | 25 juin-1er juillet 2012      | Turquie   | 5      | France Turquie République tchèque Croatie Canada |
| Total                              |                               |           | 12     |                                                  |

### Arbitres
La Fédération internationale de basket-ball amateur (FIBA) a sélectionné 30 arbitres pour les deux tournois masculin et féminin :
| - MAR Samir Abaakil - TUR Recep Ankaralı - ESP Juan Arteaga - AUS Michael Aylen - SRB Ilija Belošević - IND Snehal Bendke - PUR Jorge Anibal Carrion - ITA Guerrino Cerebuch - RUS Elena Chernova - GRE Chrístos Christodoúlou | - FRA Carole Delauné - ARG Pablo Alberto Estévez - BRA Marcos Fornies Benito - KEN Vitalis Odhiambo Gode - USA Felicia Andrea Grinter - FIN Carl Jungebrand - USA William Gene Kennedy - ITA Luigi Lamonica - LAT Oļegs Latiševs - GER Robert Lottermoser | - BRA Cristiano Jesus Maranho - AUS Vaughan Charles Mayberry - LIB Rabah Noujaim - CHN Ling Peng - SLO Saša Pukl - UKR Borys Ryschyk - ARG Fernando Jorge Sampietro - CAN Stephen Seibel - JPN Shoko Suguro - PUR Jorge Vazquez |

### Joueuses
Le tournoi féminin est un tournoi international sans aucune restriction d'âge. Chaque nation doit présenter une équipe de 12 joueuses toutes titulaires. Les douze joueuses peuvent être présentes sur chaque feuille de match.

### Tirage au sort
Le tirage des deux poules des épreuves de basket-ball masculines et féminines a eu lieu le 30 avril 2012 à Rio de Janeiro. Pour les féminines les deux dernières équipes finalistes sont affectées chacune dans un groupe, les États-Unis dans le A et l'Australie dans le B. Il y a ensuite tirage au sort entre les demi-finalistes de Pékin, la Chine rejoignant le groupe A et la Russie étant versée dans le B. La Grande-Bretagne pays hôte décide d'éviter les États-Unis se trouve affecté dans le groupe B. Il y a tirage au sort pour les deux deniers qualifiés connus : l'équipe d'Angola est affectée dans le A et le Brésil[réf. nécessaire]. Quant aux cinq équipes qui se qualifieront lors du tournoi de qualification : les 1 - 2 et 4 iront dans le groupe A et les 3 et 5 dans le B.

## Premier tour

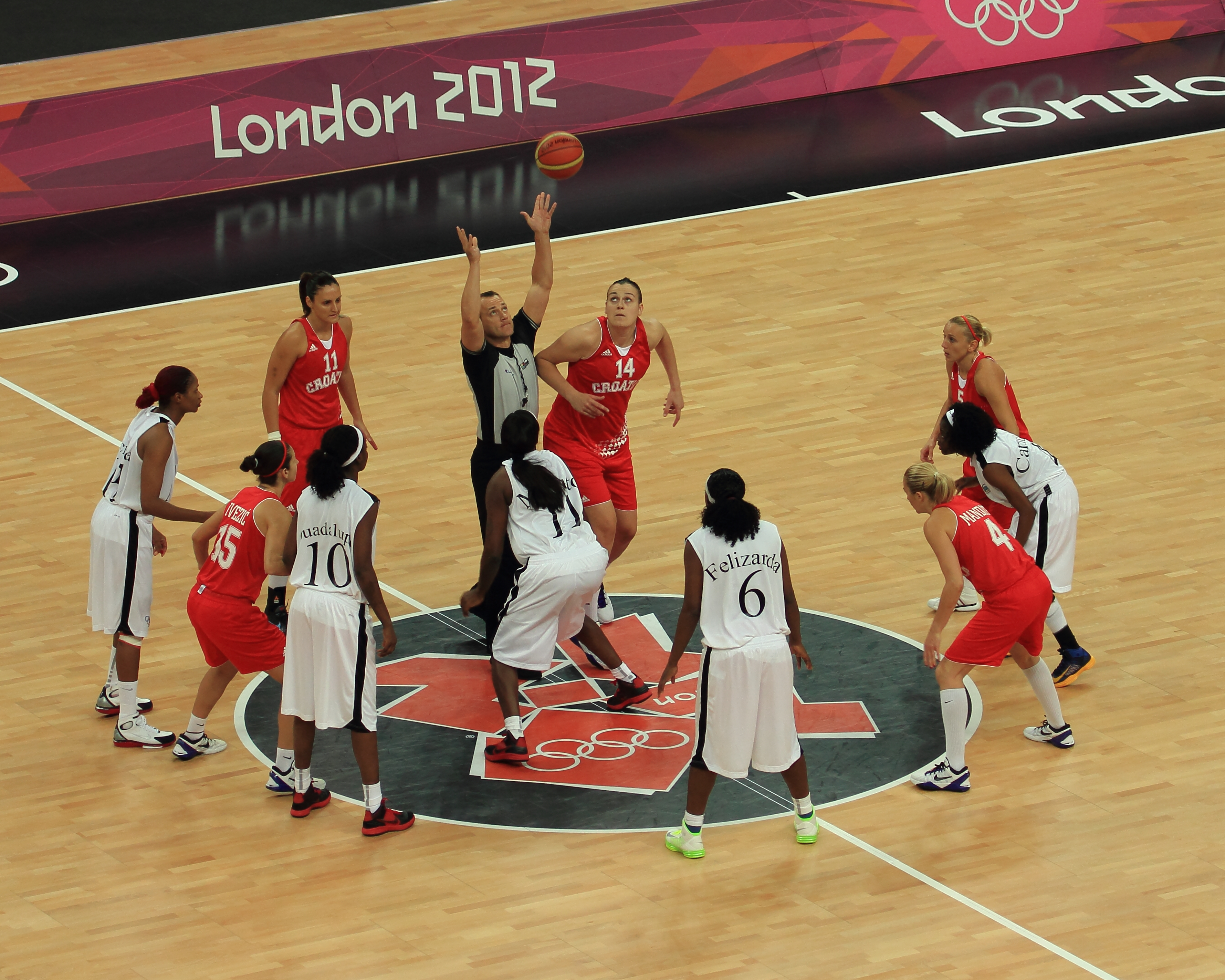
Coup d'envoi du match Angola-Croatie.

### Format de la compétition
Les douze équipes qualifiées sont réparties en deux groupes de six. Chaque équipe marque deux points en cas de victoire, un point en cas de défaite et de défaite par défaut (l'équipe est réduite à deux joueuses sur le terrain) et zéro point en cas de forfait (impossibilité pour une équipe d'aligner cinq joueuses au départ du match).
Pour départager les équipes à la fin des matchs de poule, en cas d'égalité de points, le CIO a décidé d'appliquer les critères de la FIBA. Les équipes sont départagées suivant les critères suivants (dans l'ordre) :
1. résultat des matchs particuliers ;
2. différence entre paniers marqués et encaissés entre les équipes concernées ;
3. différence entre paniers marqués et encaissés de tous les matchs joués ;
4. plus grand nombre de paniers marqués.

Les équipes terminant aux quatre premières places sont qualifiées pour le tournoi final à élimination directe.
| Légende                                                               |
| --------------------------------------------------------------------- |
| Les quatre meilleures équipes se qualifient pour les quarts de finale |
| Les deux dernières équipes sont éliminées du tournoi                  |

### Groupe A

#### Résumé
Bien que les Américaines restent sur quatre titres consécutifs et une série de 33 victoires et qu'elles soient les grandes favorites de la compétition, elles reconnaissent avant la compétition ne pas être imbattables ; au contraire des autres équipes, le sélectionneur américain ne dispose des joueuses que quelques jours avant la compétition, en raison de la saison WNBA. La première rencontre face à la Croatie confirme ce manque de préparation. Bien que la Croatie doive attendre la huitième minute pour inscrire son premier panier, elle parvient à accrocher la sélection américaine pendant trois quart-temps, avant que celle-ci réalise un 28 à 8 dans la dernière période pour gagner sur le score de 81 à 56. Grâce à une bonne adresse à trois points (50 % de réussite), la Turquie qui évolue avec une Américaine naturalisée, Quanitra Hollingsworth, s'impose face à l'Angola sur le score de 72 à 50. La troisième rencontre du groupe oppose la Chine à la République tchèque. Cette dernière sélection, vice-championne du monde deux ans plus tôt, connaît des problèmes de réussite de la part de ses joueuses majeures, Hana Horáková, 2 sur 18 aux tirs, Eva Vítečková 3 sur 10 à deux points et 2 sur 2 à trois points. Elle concède quatre points lors du premier quart-temps, puis arrive à la pause avec un retard de sept points. Les Chinoises conservent cet avantage pour l'emporter 66 à 57.

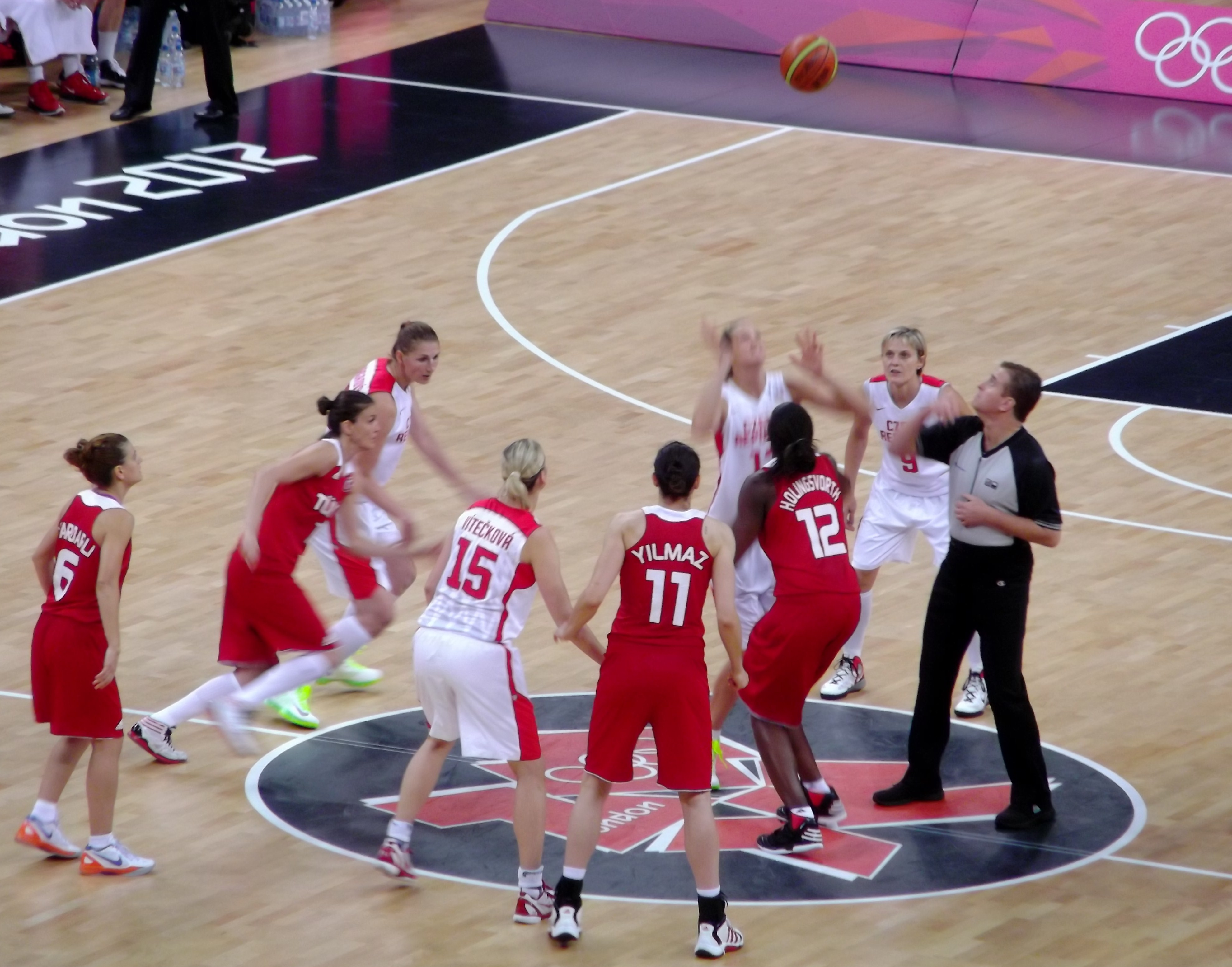
Turquie-République tchèque.

La deuxième journée débute par une rencontre entre la Croatie et la Chine. Celle-ci remporte une deuxième victoire, notamment grâce aux 28 points et 10 rebonds du pivot Chen Nan. Une autre joueuse chinoise réalise un double-double, Miao Lijie avec 17 points et 19 rebonds. Les Croates s'inclinent sur le score de 83 à 58, malgré les 22 points de Sandra Mandir. Opposée à la Turquie, la République tchèque concède sa deuxième défaite, 57 à 61, malgré un meilleur pourcentage de réussite à deux points que son adversaire, 50 % contre 29 %, mais un pourcentage à trois points plus faible, 22 % contre 40 %. Les Tchèques, qui concèdent 21 pertes de balle, sont menées toute la partie par une sélection turque pour laquelle Nevriye Yılmaz inscrit 11 points et prend 13 rebonds. La sélection américaine dispute son deuxième match face à l'Angola. Face à une équipe dont le but initial était d'inscrire 50 points, les Américaines présentent un pourcentage de réussite de 55 %, malgré un 2 sur 17 à trois points, et l'emportent sur le score de 90 à 38. Lors de ce match, Candace Parker inscrit 14 points, capte 12 rebonds, mais surtout réalise 4 contres, ce qui constitue un record olympique.

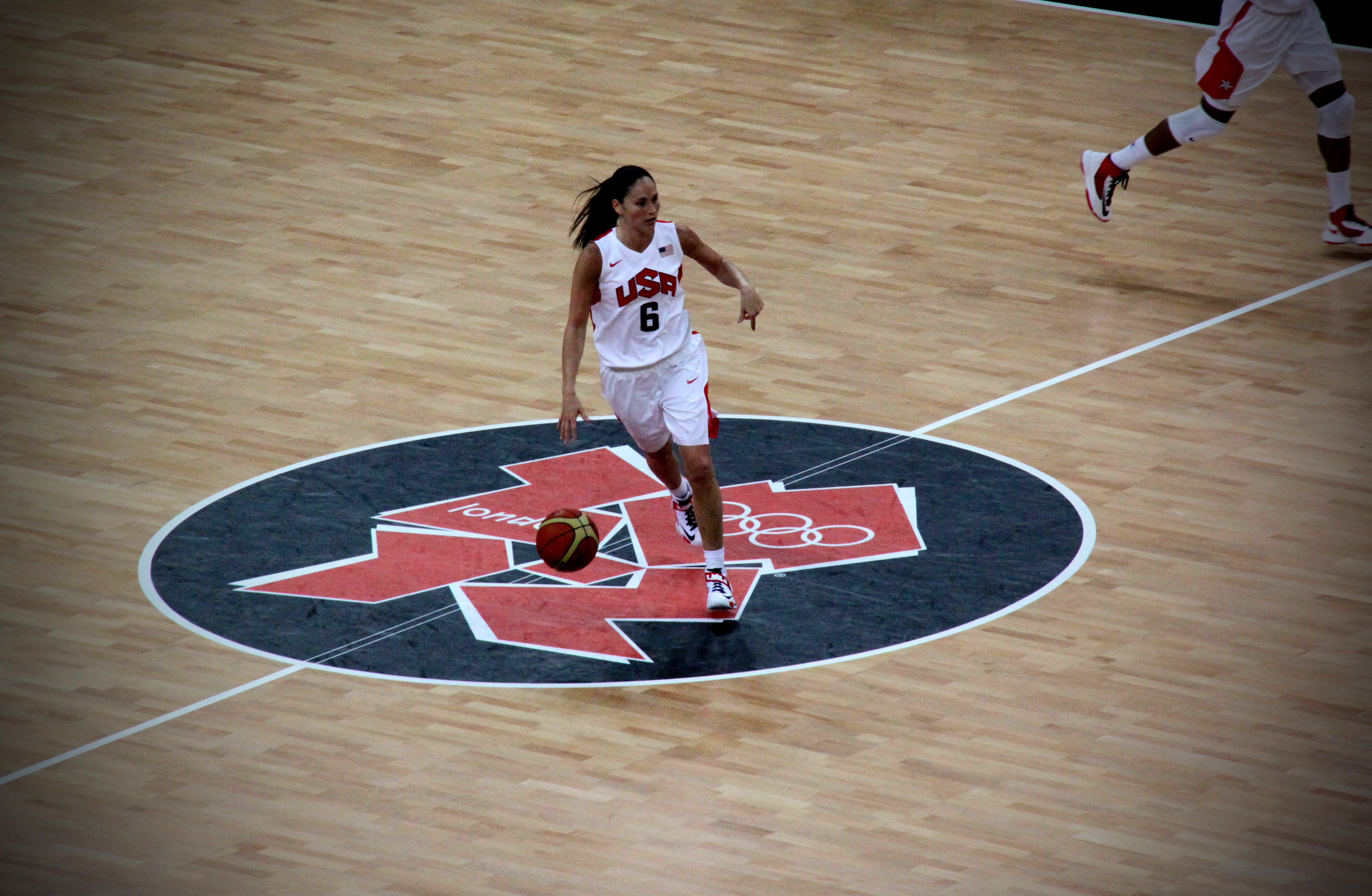
Sue Bird, lors de la rencontre contre la Turquie.

Les Chinoises s'appuient sur Ma Zengyu, 15 points et déjà meilleure marqueuse de sa sélection lors du premier match, pour remporter sa troisième victoire en s'imposant sur le score de 76 à 56 face à l'Angola. La deuxième rencontre du groupe oppose deux équipes qui comptent trois défaites, et qui jouent ainsi leur qualification pour les quarts de finale. Cette opposition entre la Croatie et la République tchèque voit cette dernière l'emporter sur le score de 89 à 70 grâce à cinq joueuses à dix points ou plus, Kateřina Elhotová terminant meilleure marqueuse de son équipe avec 20 points. Chez les Croates, Sandra Mandir termine meilleure marqueuse avec 20 points, rebondeuse avec 6 prises, et passeuse avec 3 passes, de son équipe. L'entraîneur tchèque surprend tout le monde en prenant un temps mort pour préparer une action à quelques secondes de la fin alors que ses joueuses mènent de 19 points. Dans la conférence de presse, il explique que ceci n'est pas lié à un manque de respect envers son adversaire, mais pour accentuer le goal-average si plusieurs équipes sont à égalité à la fin de la première phase. Pour sa troisième rencontre, la sélection américaine est de nouveau privée de Sylvia Fowles, qui souffre d'une cheville endolorie. Les joueuses turques, alors invaincues, restent au contact en début de rencontre avant que les Américaines n'atteignent la mi-temps avec un avantage de 15 points, grâce à Angel McCoughtry, auteur de 11 points à la pause. Revenues à cinq points, les Turques subissent un 13 à 2 pour finalement encaisser un 26 à 11 lors du dernier quart-temps. Quanitra Hollingsworth, qui a obtenu sa naturalisation en mai, est avec Birsel Vardarlı la meilleure marqueuse turque avec 11 points.

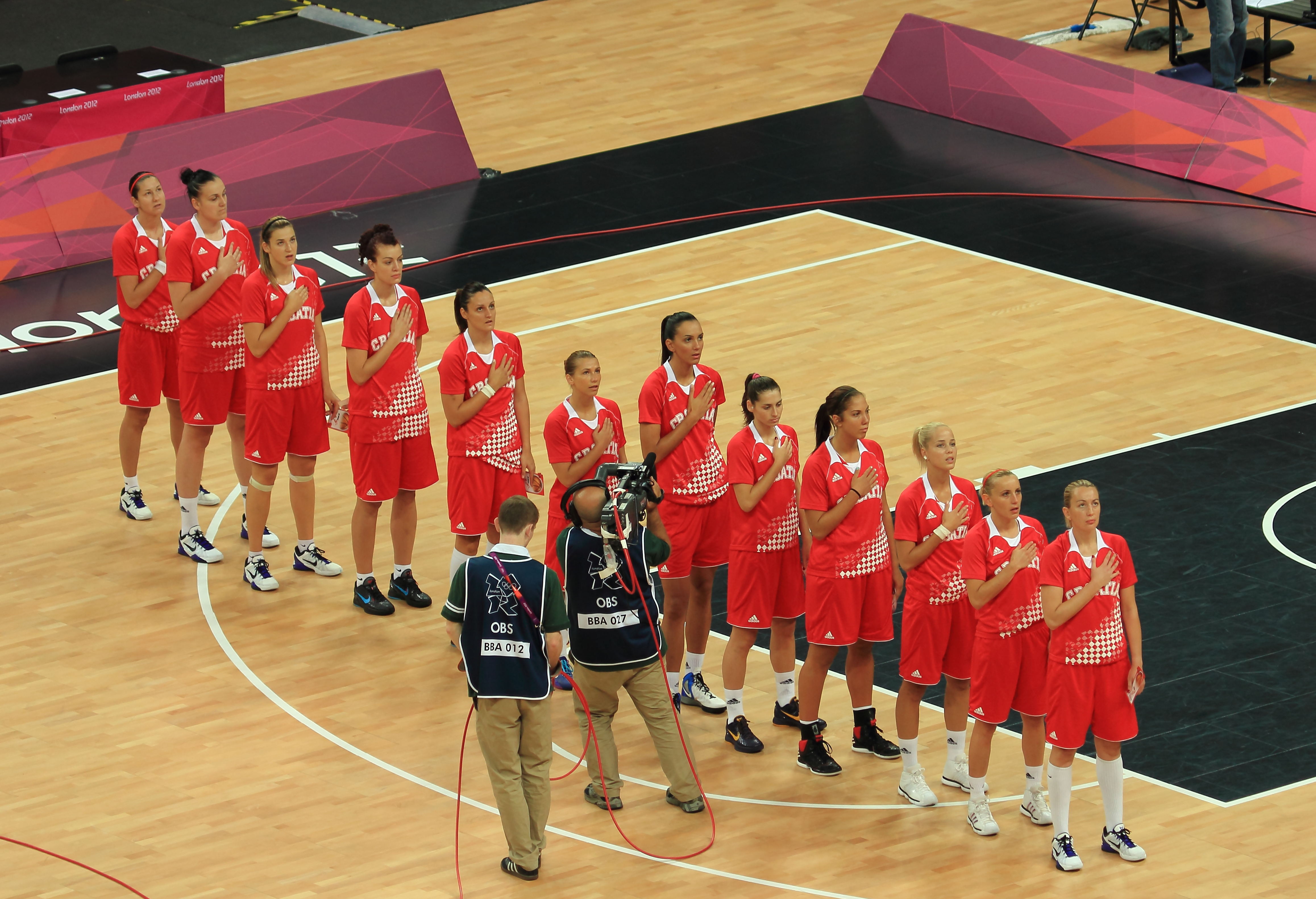
Joueuses croates chantant l'hymne national avant le match contre l'Angola.

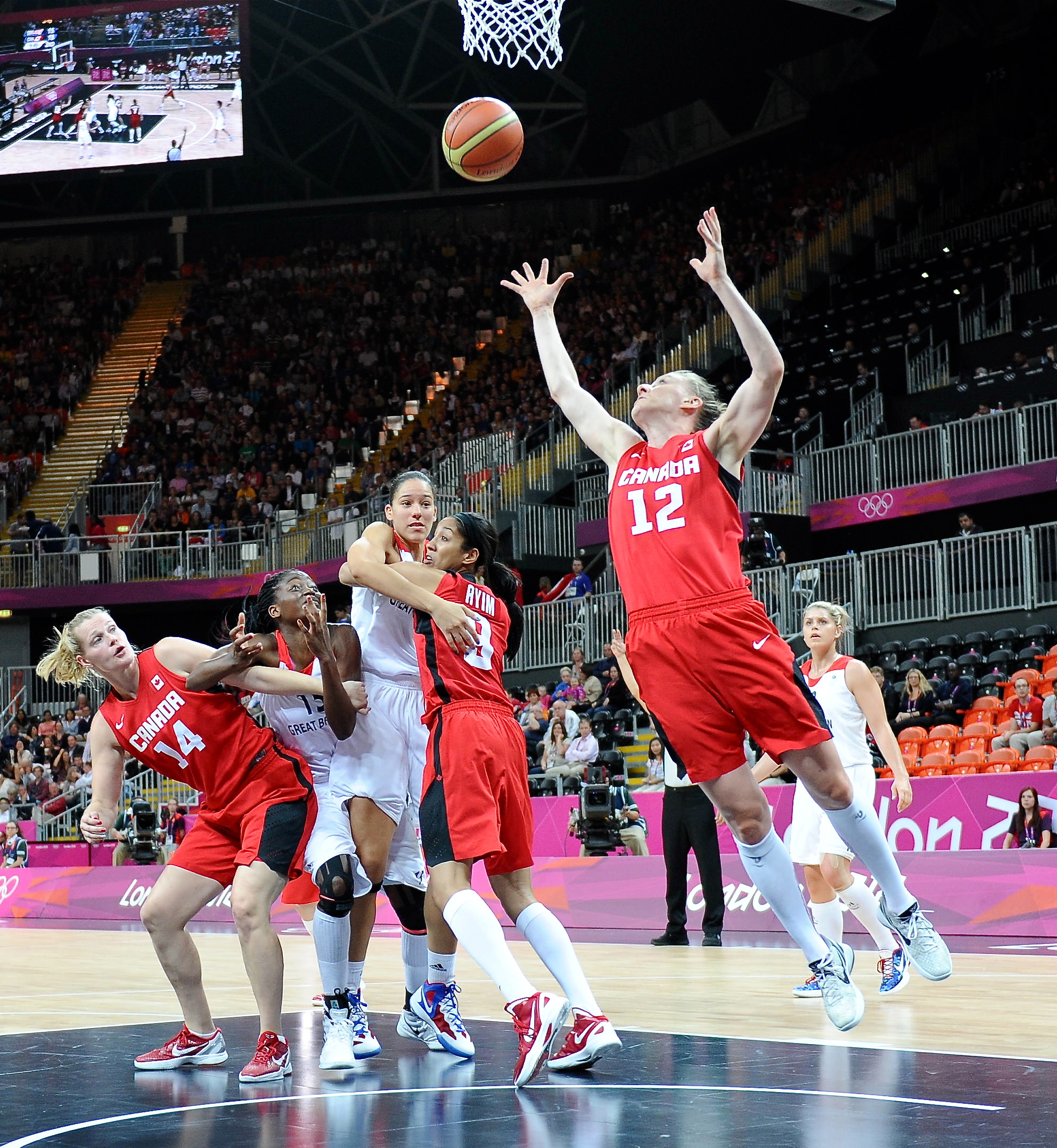
Rencontre Canada Grande-Bretagne.

La première rencontre de la quatrième journée oppose les deux équipes qui sont toujours sans victoire, l'Angola et la Croatie. Avec 23 points de Ana Lelas et 18 points de Sandra Mandir, la sélection croate gagne sur le score de 75 à 56, la meilleure marqueuse angolaise étant Luisa Tomas qui a inscrit 15 points et capté 8 rebonds,. Opposée aux Chinoises, la sélection turque prend une option sur la deuxième place du groupe en s'imposant sur le score de 82 à 55, Nevriye Yılmaz inscrivant 16 points et captant 8 rebonds, Quanitra Hollingsworth réalisant un double-double avec 10 points et 11 rebonds. Chez les Chinoises, Chen Nan inscrit 19 points. La décision se fait dès le premier quart-temps, les Turques passant un 12 à 0 en fin de celui-ci pour mener 26 à 13. Après deux autres périodes équilibrées, la Turquie creuse l'écart en infligeant un 23 à 12 à son adversaire lors de la dernière période. La sélection américaine dispute son quatrième match face à la République tchèque. Cette dernière surprend son adversaire en commençant la partie par un 10 à 0, puis parvient à atteindre la fin du premier quart temps en tête avec un avantage de deux points, 26 à 24, grâce à Tina Charles, 16 points et 15 rebonds, Diana Taurasi, 18 points et 4 rebonds, bien aidées par Sue Bird qui délivre 9 passes. Les Américaines reprennent ensuite à la mi-temps un avantage de 10 points, l'écart se creusant encore lors de la troisième période où les Américaines administrent un 22 à 9 aux joueuses tchèques. La rencontre se termine finalement sur le score de 88 à 61.
La République tchèque assure sa place pour les quarts de finale en gagnant lors de la dernière journée face à l'Angola sur le score de 82 à 47. Les Tchèques inscrivent près de la moitié de leurs points par deux joueuses, Michaela Zrůstová (20 points) et Eva Vítečková (19 points). Les Américaines terminent cette première phase en infligeant sa deuxième défaite consécutive à la Chine, sur le score de 114 à 66. L'écart se fait dans un premier temps dans la deuxième période, que les Américaines remportent sur le score de 30 à 8, puis dans la période suivante, 33 à 12. Celles-ci réalisent 33 passes dans cette partie. Sur le plan personnel, Taurasi inscrit 22 points en moins de 21 minutes et Angel McCoughtry, 16 points, réalise un 8 sur 8 aux tirs. La Turquie, avec 14 points de Quanitra Hollingsworth, s'assure de la deuxième place du groupe en battant la Croatie sur le score de 70 à 65.

#### Classement
| No | Équipe             | Pts | G | P | PP  | PC  | Diff |
| -- | ------------------ | --- | - | - | --- | --- | ---- |
| 1  | États-Unis         | 10  | 5 | 0 | 462 | 279 | +183 |
| 2  | Turquie            | 9   | 4 | 1 | 343 | 316 | +27  |
| 3  | Chine              | 8   | 3 | 2 | 346 | 363 | -17  |
| 4  | République tchèque | 7   | 2 | 3 | 346 | 332 | +14  |
| 5  | Croatie            | 6   | 1 | 4 | 324 | 379 | -55  |
| 6  | Angola             | 5   | 0 | 5 | 243 | 395 | -152 |

|  | Qualifié pour les quarts de finale                                                                        |
|  | Pts points ; G victoires ; P défaites PP points marqués ; PC points encaissés ; Diff différence de points |

#### Matchs
| 28 juillet 2012 9 h 00 BST | Rapport | Chine                                              | 66–57                    | République tchèque                                |  | Basketball Arena, Londres Affluence : 7 664 Arbitres : Jorge Vazquez Vaughan Mayberry Carole Delauné | NBC BeIN |
| 28 juillet 2012 9 h 00 BST | Rapport | Score par quart-temps : 20–16, 16–13, 15–15, 15–13 |                          |                                                   |  | Basketball Arena, Londres Affluence : 7 664 Arbitres : Jorge Vazquez Vaughan Mayberry Carole Delauné | NBC BeIN |
| 28 juillet 2012 9 h 00 BST | Rapport | Ma Zengyu 16 Chen Nan 8 Miao Lijie 8               | Points Rebonds Passes d. | Eva Vítečková 14 Hana Horáková 9 trois joueuses 3 |  | Basketball Arena, Londres Affluence : 7 664 Arbitres : Jorge Vazquez Vaughan Mayberry Carole Delauné | NBC BeIN |

| 28 juillet 2012 14 h 30 BST | Rapport | Turquie                                             | 72–50                    | Angola                                                   |  | Basketball Arena, Londres Affluence : 8 291 Arbitres : Elena Chernova Vitalis Gode Fernando Sampietro | NBC BeIN |
| 28 juillet 2012 14 h 30 BST | Rapport | Score par quart-temps : 21–8, 14–17, 23–14, 14–11   |                          |                                                          |  | Basketball Arena, Londres Affluence : 8 291 Arbitres : Elena Chernova Vitalis Gode Fernando Sampietro | NBC BeIN |
| 28 juillet 2012 14 h 30 BST | Rapport | Tuğba Palazoğlu 13 Bahar Çağlar 7 Birsel Vardarlı 5 | Points Rebonds Passes d. | Nacissela Mauricio 11 Tomas, Manuel 5 Catarina Camufal 2 |  | Basketball Arena, Londres Affluence : 8 291 Arbitres : Elena Chernova Vitalis Gode Fernando Sampietro | NBC BeIN |

| 28 juillet 2012 16 h 45 BST | Rapport | États-Unis                                       | 81–56                    | Croatie                                       |  | Basketball Arena, Londres Affluence : 9 200 Arbitres : Juan Arteaga Oļegs Latiševs Snehal Bendke | NBC BeIN |
| 28 juillet 2012 16 h 45 BST | Rapport | Score par quart-temps : 11–4, 20–24, 22–19, 28–9 |                          |                                               |  | Basketball Arena, Londres Affluence : 9 200 Arbitres : Juan Arteaga Oļegs Latiševs Snehal Bendke | NBC BeIN |
| 28 juillet 2012 16 h 45 BST | Rapport | Tina Charles 14 Candace Parker 13 Sue Bird 5     | Points Rebonds Passes d. | Jelena Ivezić 22 Luca Ivanković 7 Ana Lelas 5 |  | Basketball Arena, Londres Affluence : 9 200 Arbitres : Juan Arteaga Oļegs Latiševs Snehal Bendke | NBC BeIN |

| 30 juillet 2012 9 h 00 BST | Rapport | Croatie                                            | 58–83                    | Chine                                 |  | Basketball Arena, Londres Affluence : 6 671 Arbitres : Michael Aylen Elena Chernova Felicia Grinter | NBC BeIN |
| 30 juillet 2012 9 h 00 BST | Rapport | Score par quart-temps : 21–24, 10–15, 14–25, 13–19 |                          |                                       |  | Basketball Arena, Londres Affluence : 6 671 Arbitres : Michael Aylen Elena Chernova Felicia Grinter | NBC BeIN |
| 30 juillet 2012 9 h 00 BST | Rapport | Sandra Mandir 22 Jelena Ivezić 6 Jelavić, Lelas 4  | Points Rebonds Passes d. | Chen Nan 28 Chen Nan 10 Miao Lijie 10 |  | Basketball Arena, Londres Affluence : 6 671 Arbitres : Michael Aylen Elena Chernova Felicia Grinter | NBC BeIN |

| 30 juillet 2012 11 h 15 BST | Rapport | République tchèque                                    | 57–61                    | Turquie                                               |  | Basketball Arena, Londres Affluence : 9 223 Arbitres : Pablo Estévez Shoko Sugruro Samir Abaakil | NBC BeIN |
| 30 juillet 2012 11 h 15 BST | Rapport | Score par quart-temps : 8–13, 13–20, 18–12, 18–16     |                          |                                                       |  | Basketball Arena, Londres Affluence : 9 223 Arbitres : Pablo Estévez Shoko Sugruro Samir Abaakil | NBC BeIN |
| 30 juillet 2012 11 h 15 BST | Rapport | Jana Veselá 19 trois joueuses 6 Bartoňová, Elhotová 4 | Points Rebonds Passes d. | trois joueuses 11 Nevriye Yılmaz 13 Birsel Vardarlı 4 |  | Basketball Arena, Londres Affluence : 9 223 Arbitres : Pablo Estévez Shoko Sugruro Samir Abaakil | NBC BeIN |

| 30 juillet 2012 22 h 15 BST | Rapport | Angola                                               | 38–90                    | États-Unis                                     |  | Basketball Arena, Londres Affluence : 9 031 Arbitres : Carole Delauné Marcos Benito Robert Lottermoser | NBC BeIN |
| 30 juillet 2012 22 h 15 BST | Rapport | Score par quart-temps : 12–22, 6–19, 11–28, 9–21     |                          |                                                |  | Basketball Arena, Londres Affluence : 9 031 Arbitres : Carole Delauné Marcos Benito Robert Lottermoser | NBC BeIN |
| 30 juillet 2012 22 h 15 BST | Rapport | Sonia Guadalupe 11 Mauricio, Manuel 6 Nadir Manuel 2 | Points Rebonds Passes d. | Candace Parker 14 Candace Parker 12 Sue Bird 5 |  | Basketball Arena, Londres Affluence : 9 031 Arbitres : Carole Delauné Marcos Benito Robert Lottermoser | NBC BeIN |

| 1er août 2012 11 h 15 BST | Rapport | Chine                                             | 76–52                    | Angola                                           |  | Basketball Arena, Londres Affluence : 8 849 Arbitres : Chrístos Christodoúlou Samir Abaakil Shenal Bendke | NBC BeIN |
| 1er août 2012 11 h 15 BST | Rapport | Score par quart-temps : 15–13, 18–18, 24–6, 19–15 |                          |                                                  |  | Basketball Arena, Londres Affluence : 8 849 Arbitres : Chrístos Christodoúlou Samir Abaakil Shenal Bendke | NBC BeIN |
| 1er août 2012 11 h 15 BST | Rapport | Ma Zengyu 15 Gao Song 9 Miao Lijie 5              | Points Rebonds Passes d. | Sonia Guadalupe 12 Luisa Tomas 9 deux joueuses 2 |  | Basketball Arena, Londres Affluence : 8 849 Arbitres : Chrístos Christodoúlou Samir Abaakil Shenal Bendke | NBC BeIN |

| 1er août 2012 20 h 00 BST | Rapport | Croatie                                            | 70–89                    | République tchèque                                  |  | Basketball Arena, Londres Affluence : 8 372 Arbitres : Cristiano Maranho Guerrino Cerebuch Carole Delauné | NBC BeIN |
| 1er août 2012 20 h 00 BST | Rapport | Score par quart-temps : 19–22, 20–23, 21–12, 10–32 |                          |                                                     |  | Basketball Arena, Londres Affluence : 8 372 Arbitres : Cristiano Maranho Guerrino Cerebuch Carole Delauné | NBC BeIN |
| 1er août 2012 20 h 00 BST | Rapport | Sandra Mandir 20 Sandra Mandir 6 Sandra Mandir 3   | Points Rebonds Passes d. | Kateřina Elhotová 20 Hana Horáková 10 Jana Veselá 7 |  | Basketball Arena, Londres Affluence : 8 372 Arbitres : Cristiano Maranho Guerrino Cerebuch Carole Delauné | NBC BeIN |

| 1er août 2012 22 h 15 BST | Rapport | États-Unis                                         | 89–58                    | Turquie                                                               |  | Basketball Arena, Londres Affluence : 9 457 Arbitres : Michael Aylen Stephen Seibel Peng Ling | NBC BeIN |
| 1er août 2012 22 h 15 BST | Rapport | Score par quart-temps : 19–16, 22–10, 22–21, 26–11 |                          |                                                                       |  | Basketball Arena, Londres Affluence : 9 457 Arbitres : Michael Aylen Stephen Seibel Peng Ling | NBC BeIN |
| 1er août 2012 22 h 15 BST | Rapport | Angel McCoughtry 18 trois joueuses 7 Sue Bird 4    | Points Rebonds Passes d. | Vardarlı, Hollingsworth 11 Quanitra Hollingsworth 8 Vardarlı, Alben 3 |  | Basketball Arena, Londres Affluence : 9 457 Arbitres : Michael Aylen Stephen Seibel Peng Ling | NBC BeIN |

| 3 août 2012 9 h 00 BST | Rapport | Angola                                                | 56–75                    | Croatie                                       |  | Basketball Arena, Londres Affluence : 7 303 Arbitres : Stephen Seibel Shoko Sugruro Peng Ling | NBC BeIN |
| 3 août 2012 9 h 00 BST | Rapport | Score par quart-temps : 18–24, 14–17, 11–18, 13–16    |                          |                                               |  | Basketball Arena, Londres Affluence : 7 303 Arbitres : Stephen Seibel Shoko Sugruro Peng Ling | NBC BeIN |
| 3 août 2012 9 h 00 BST | Rapport | Luisa Tomas 15 Mauricio, Tomas 8 Nacissela Mauricio 4 | Points Rebonds Passes d. | Ana Lelas 23 Luca Ivanković 7 Sandra Mandir 5 |  | Basketball Arena, Londres Affluence : 7 303 Arbitres : Stephen Seibel Shoko Sugruro Peng Ling | NBC BeIN |

| 3 août 2012 16 h 45 BST | Rapport | Turquie                                                  | 85–55                    | Chine                                          |  | Basketball Arena, Londres Affluence : 9 114 Arbitres : Carl Jungebrand Felicia Grinter Vaughan Mayberry | NBC BeIN |
| 3 août 2012 16 h 45 BST | Rapport | Score par quart-temps : 26–13, 13–14, 20–16, 23–12       |                          |                                                |  | Basketball Arena, Londres Affluence : 9 114 Arbitres : Carl Jungebrand Felicia Grinter Vaughan Mayberry | NBC BeIN |
| 3 août 2012 16 h 45 BST | Rapport | Nevriye Yılmaz 16 Quanitra Hollingsworth 11 Işıl Alben 5 | Points Rebonds Passes d. | Ma Zengyu 7 Ma Zengyu, Chen Nan 8 Miao Lijie 6 |  | Basketball Arena, Londres Affluence : 9 114 Arbitres : Carl Jungebrand Felicia Grinter Vaughan Mayberry | NBC BeIN |

| 3 août 2012 22 h 15 BST | Rapport | République tchèque                                         | 61–88                    | États-Unis                                  |  | Basketball Arena, Londres Affluence : 9 341 Arbitres : Elena Chernova Marcos Benito Vitalis Gode | NBC BeIN |
| 3 août 2012 22 h 15 BST | Rapport | Score par quart-temps : 26–24, 12–24, 9–22, 14–18          |                          |                                             |  | Basketball Arena, Londres Affluence : 9 341 Arbitres : Elena Chernova Marcos Benito Vitalis Gode | NBC BeIN |
| 3 août 2012 22 h 15 BST | Rapport | Michaela Zrůstová 15 Tereza Pecková 6 Kateřina Bartoňová 3 | Points Rebonds Passes d. | Diana Taurasi 18 Tina Charles 14 Sue Bird 9 |  | Basketball Arena, Londres Affluence : 9 341 Arbitres : Elena Chernova Marcos Benito Vitalis Gode | NBC BeIN |

| 5 août 2012 11 h 15 BST | Rapport | Angola                                                     | 47–82                    | République tchèque                                       |  | Basketball Arena, Londres Affluence : 9 488 Arbitres : Rabah Noujaim Vaughan Mayberry Vitalis Gode | NBC BeIN |
| 5 août 2012 11 h 15 BST | Rapport | Score par quart-temps : 18–23, 7–17, 10–18, 12–24          |                          |                                                          |  | Basketball Arena, Londres Affluence : 9 488 Arbitres : Rabah Noujaim Vaughan Mayberry Vitalis Gode | NBC BeIN |
| 5 août 2012 11 h 15 BST | Rapport | Nacissela Mauricio 18 Nadir Manuel 12 Eusébio, Guadalupe 2 | Points Rebonds Passes d. | Michaela Zrůstová 20 Hana Horáková 9 Kateřina Elhotová 4 |  | Basketball Arena, Londres Affluence : 9 488 Arbitres : Rabah Noujaim Vaughan Mayberry Vitalis Gode | NBC BeIN |

| 5 août 2012 16 h 45 BST | Rapport | Chine                                             | 66–114                   | États-Unis                                       |  | Basketball Arena, Londres Affluence : 9 488 Arbitres : Guerrino Cerebuch Borys Ryschyk Carole Delauné | NBC BeIN |
| 5 août 2012 16 h 45 BST | Rapport | Score par quart-temps : 28–31, 8–30, 12–33, 18–20 |                          |                                                  |  | Basketball Arena, Londres Affluence : 9 488 Arbitres : Guerrino Cerebuch Borys Ryschyk Carole Delauné | NBC BeIN |
| 5 août 2012 16 h 45 BST | Rapport | Song Xiaoyun 15 quatre joueuses 3 Miao Lijie 8    | Points Rebonds Passes d. | Diana Taurasi 22 Maya Moore 7 Tamika Catchings 7 |  | Basketball Arena, Londres Affluence : 9 488 Arbitres : Guerrino Cerebuch Borys Ryschyk Carole Delauné | NBC BeIN |

| 5 août 2012 20 h 00 BST | Rapport | Croatie                                           | 65–70                    | Turquie                                                         |  | Basketball Arena, Londres Affluence : 7 742 Arbitres : Jorge Vázquez Marcos Benito Elena Chernova | NBC BeIN |
| 5 août 2012 20 h 00 BST | Rapport | Score par quart-temps : 24–18, 7–15, 13–25, 21–12 |                          |                                                                 |  | Basketball Arena, Londres Affluence : 7 742 Arbitres : Jorge Vázquez Marcos Benito Elena Chernova | NBC BeIN |
| 5 août 2012 20 h 00 BST | Rapport | Ana Lelas 14 Lelas, Mandir 6 Ana Lelas 5          | Points Rebonds Passes d. | Quanitra Hollingsworth 14 Nevriye Yılmaz 9 Tunçluer, Vardarlı 5 |  | Basketball Arena, Londres Affluence : 7 742 Arbitres : Jorge Vázquez Marcos Benito Elena Chernova | NBC BeIN |

### Groupe B

#### Résumé
L'Australie, finaliste en 2000, 2004 et 2008, est la favorite d'un groupe réputé difficile avec la présence du Brésil, équipe qui figure régulièrement dans les premières places des compétitions internationales, de la Russie, championne d'Europe en titre, de la France, troisième de ce dernier championnat. Les deux dernières équipes sont le Canada et le pays hôte, la Grande-Bretagne. Le Brésil dispute le tournoi avec onze joueuses après l'exclusion du groupe pour des problèmes de comportement de Iziane Castro Marques, joueuse de WNBA, après la date de validation des effectifs.
La première journée voit tout d'abord s'affronter le Canada et la Russie. Après douze ans d'absence du tournoi olympique, les Canadiennes mènent devant les joueuses russes 50 à 40 avec six minutes à jouer avant que ces dernières ne réalisent un 18 à 3 pour gagner sur le score de 58 à 53, avec l'Américaine naturalisée russe Becky Hammon qui inscrit 8 de ses 14 points durant ce passage. La deuxième rencontre du groupe est déjà décisive pour l'équipe de France qui rencontre l'une de ses rivales pour une bonne place dans le groupe dans l'optique des quarts de finale, l'objectif de chaque sélection étant, en plus de la qualification, d'éviter la quatrième place qui promet une probable rencontre face aux Américaines. L'équipe de France bénéficie de l'apport offensif de sa meneuse Céline Dumerc, 23 points, ce qui est alors son record en équipe nationale, 5 passes et 4 interceptions et seule Française à 10 points ou plus, pour s'imposer sur le score de 73 à 58 face à des Brésiliennes dont la meilleure marqueuse est Érika de Souza avec 17 points. Les Australiennes entament la compétition par une victoire 74 à 58 face à la Grande-Bretagne, en partie grâce à son jeu intérieur, avec 18 points de Lauren Jackson, déjà triple médaille d'argent olympique et grande star de l'équipe, et les 10 points de Suzy Batkovic, Liz Cambage inscrivant également 5 points. Les Australiennes dominent le secteur du rebond avec 32 rebonds défensifs contre 20, les Britanniques captant 17 rebonds offensifs contre 14 à leurs adversaires.
La première rencontre de la deuxième journée oppose les Australiennes aux Françaises. Après un premier quart-temps terminé avec un léger avantage en faveur des Australiennes, les Françaises parviennent à atteindre la mi-temps avec un point d'avance. Lors du troisième quart-temps, les Françaises ont un maximum de 3 points d'avance, à 3 min 37 s de son terme, avant que les Australiennes ne reviennent au score, les deux équipes inscrivant finalement 24 points dans cette période. Les Françaises creusent un petit écart, cinq points d'avance avec 8 min 34 s à jouer. Après un passage en tête des Australiennes, la France pense avoir remporté la rencontre lorsque Isabelle Yacoubou inscrit un lancer franc qui donne trois points d'avance. Les Australiennes captent le rebond du deuxième lancer et transmettent à Belinda Snell qui inscrit un tir à trois points du milieu du terrain à la sonnerie pour égaliser. Lors de la prolongation, les Australiennes privées de Lauren Jackson - 13 points, 6 rebonds en un peu plus de 25 minutes - et Liz Cambage - 12 points, 3 rebonds en 21 minutes, éliminées pour cinq fautes lors du quatrième quart-temps, s'inclinent sur le score de 74 à 70. Émilie Gomis, avec 22 points (dont 14 dans le 3e quart-temps), est la meilleure marqueuse française devant Céline Dumerc, Suzy Batkovic étant la meilleure marqueuse chez les Australiennes avec 17 points. C'est la première défaite de l'Australie depuis 1996 lors d'un tournoi olympique face à une équipe autre que les États-Unis. La deuxième rencontre, qui oppose la Russie au Brésil, est importante dans l'optique de la qualification. Cette rencontre est remportée par la Russie, qui atteint la mi-temps avec cinq points d'avance, avant finalement de s'imposer sur le score de 69 à 59. Érika de Souza inscrit 15 points et capte 18 rebonds lors de cette rencontre, la meilleure marqueuse russe étant Evgeniya Belyakova. Les Canadiennes, grâce aux 18 points de Shona Thorburn, dont huit dans le dernier quart-temps où les Britanniques parviennent à prendre un avantage de quatre points avec 6 min 10 s à jouer. Ce dernier quart-temps est finalement gagné sur le score de 18 à 12 par les Canadiennes qui remportent la rencontre par 73 à 65. Chez les Britanniques, Natalie Stafford et Johannah Leedham sont les meilleures marqueuses avec 15 points.
Face à des Canadiennes au jeu rugueux et physique qui ne « convient pas trop » aux Françaises selon son entraîneur Pierre Vincent, ces dernières s'imposent finalement sur le score de 64 à 60, avec 16 points d'Émilie Gomis, les intérieures Isabelle Yacoubou et Sandrine Gruda rapportant respectivement 14 et 10 points, cette dernière captant également 7 rebonds. Shona Thorburn est de nouveau la meilleure marqueuse canadienne avec 17 points devant Natalie Achonwa, 14. Dans l'autre rencontre, Lauren Jackson inscrit 18 points lors de la victoire des Australiennes 67 à 61 face au Brésil. Les Australiennes inscrivent beaucoup de points grâce à leur jeu intérieur, avec également 17 points de Cambage et 11 de Suzy Batkovic. Pour les Brésiliennes, Karla Costa inscrit 22 points. De son côté, la Grande-Bretagne concède sa troisième défaite en trois rencontres face à la Russie, qui s'impose sur le score de 67 à 61. Celle-ci, malgré 25 pertes de balle contre 10 des Britanniques, s'impose grâce à un meilleur pourcentage de réussite, 44 % à deux points et 39 % à trois points, contre 34 et 22 chez les Britanniques.

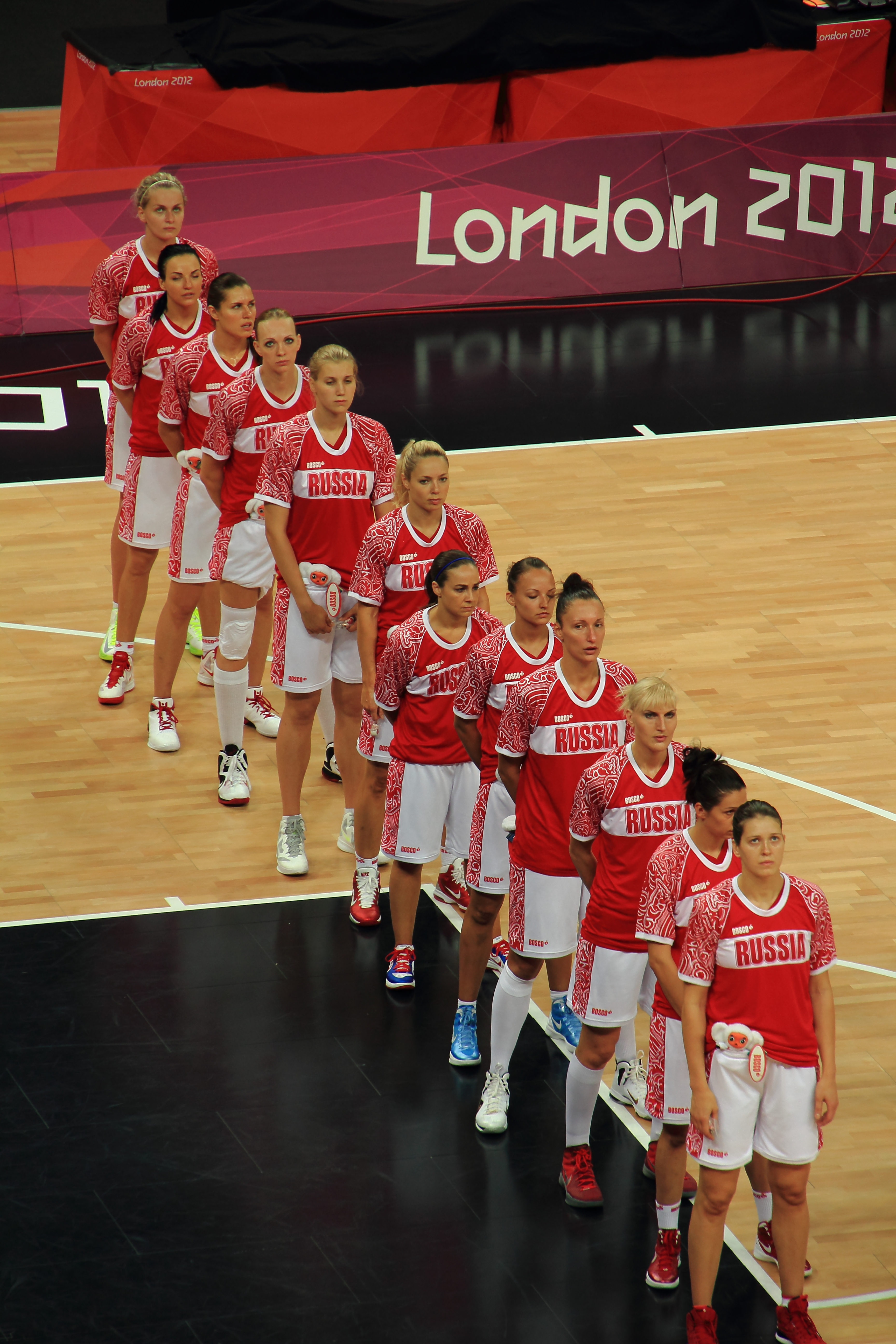
L'équipe russe chantant l'hymne national avant de rencontrer l'Australie en match de poule.

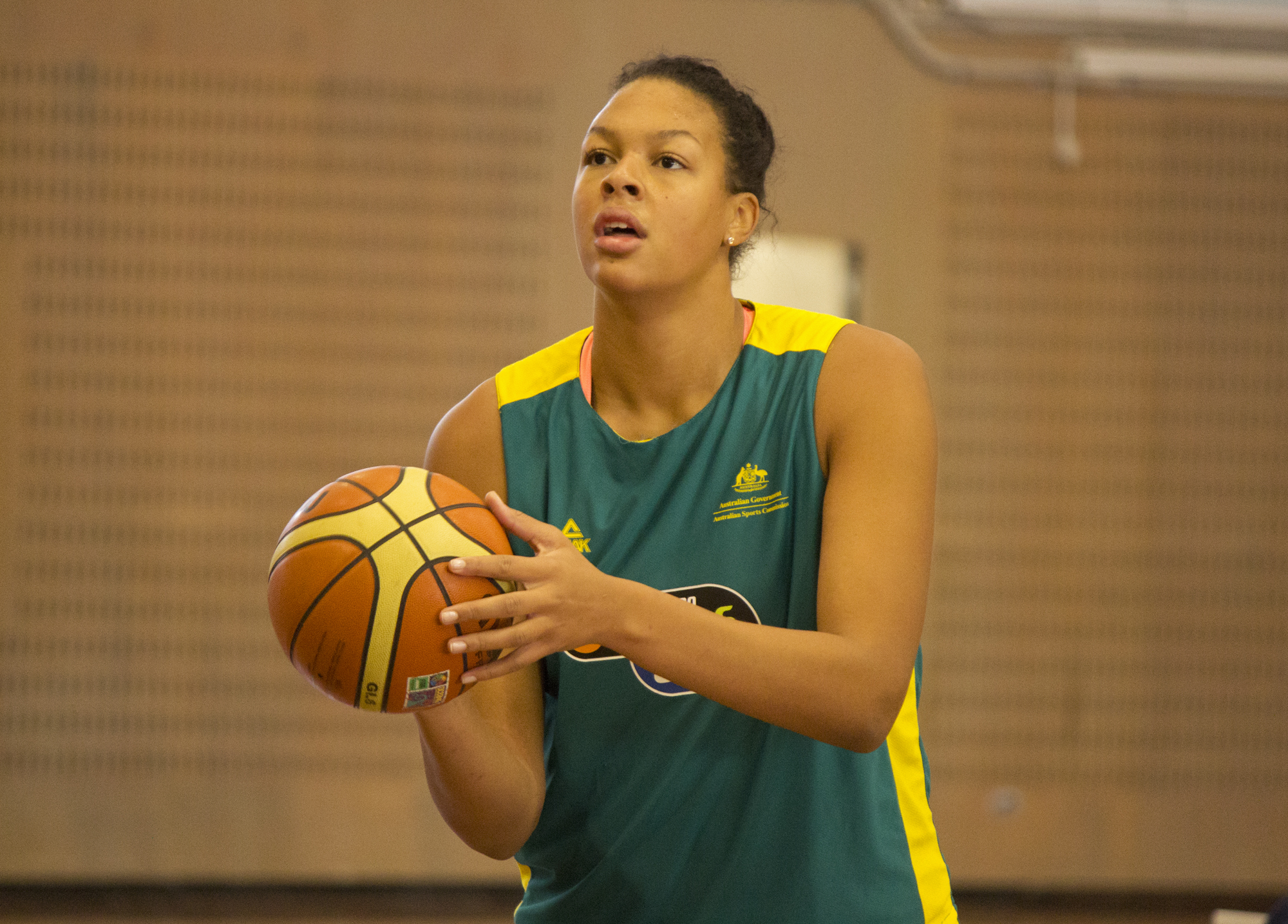
Liz Cambage, ici pendant la préparation olympique, est la première joueuse à réussir un dunk dans le tournoi olympique.

Le fait marquant de la première rencontre de la quatrième journée est le dunk réalisé par Liz Cambage, le premier de sa carrière, mais surtout le premier réalisé par une femme lors d'un tournoi olympique,. Il est réussi dans une période où les Australiennes inscrivent un dix à zéro qui leur permet de mener 44 à 33 au cours du troisième quart-temps, après une mi-temps atteinte sur le score de 32 à 30 en faveur des Australiennes. Elles parviennent ensuite à conserver une partie de cet avantage pour s'imposer 70 à 66. L'Australie s'appuie de nouveau sur le jeu intérieur pour alimenter le score, Cambage et Batkovic étant les meilleures marqueuses avec respectivement 17 et 15 points, Jackson ajoutant également 9 points. Les Canadiennes s'assurent d'une place en quart de finale en remportant une deuxième victoire. Elles s'imposent face au Brésil, qui ne compte toujours aucune victoire, sur le score de 79 à 73. Après avoir obtenu un avantage de dix points après le premier quart-temps, puis de quatorze à la mi-temps, les Canadiennes voient les Brésiliennes revenir au score lors de la période suivante, puis prendre un instant l'avantage au début du dernier quart-temps. Le score est alors serré avant que la Canadienne Courtnay Pilypaitis ne donne un avantage de quatre points grâce à un tir à trois points à 5 minutes de la fin, avantage qui est ensuite conservé jusqu'au terme du match. Pilypaitis et Kim Smith inscrivent 14 points, les meilleures marqueuses brésiliennes étant Erika De Souza, 22 points, et Clarissa Santos, 21 points. La dernière rencontre de la journée oppose la Grande-Bretagne à la France. Celle-ci, favorite de la rencontre, obtient sa quatrième victoire après une prolongation obtenue sur un tir à trois points de sa meneuse Céline Dumerc, à cinq secondes de la fin. Cette dernière est de nouveau décisive lors de la prolongation en inscrivant un deuxième panier à trois points à deux secondes de la fin, panier qui donne la victoire aux Françaises sur le score de 80 à 77. Elle inscrit un total de 14 points, les deux meilleures marqueuses françaises étant Edwige Lawson-Wade et Sandrine Gruda avec 16 points. La Grande-Bretagne, avec quatre défaites, est définitivement privée de quart de finale.
La France termine à la première place de son groupe, terminant cette première phase invaincue après une victoire 65 à 54 face à la Russie. Après une mi-temps atteinte sur le score de 25 à 21, les Françaises, avec Céline Dumerc qui inscrit 7 de ses 12 points, font la différence dans le troisième quart-temps grâce à un 30 à 13 qui donne un avantage de 21 points avant la dernière période. Lors de cette période, les Russes réduisent l'écart pour finir à onze points. Céline Dumerc est de nouveau la meilleure marqueuse de l'équipe de France dont toutes les joueuses inscrivent des points. Chez les Russes, Belyakova inscrit 14 points. Les Australiennes prennent rapidement l'avantage sur les Canadiennes, 24 à 10 après le premier quart-temps, avant que ces dernières ne parviennent à réduire le score, puis revenir à deux points, 53 à 55 à quatre minutes de la fin. Les Australiennes refont la différence en fin de match pour l'emporter sur le score de 72 à 63. La dernière rencontre de la journée oppose deux équipes qui ne comptent aucune victoire, la Grande-Bretagne et le Brésil. Cette dernière sélection fait la différence lors du troisième quart-temps où elle inscrit 25 points contre 17 à son adversaire pour s'imposer finalement sur le score de 78 à 66.

#### Classement
| No | Équipe          | Pts | G | P | PP  | PC  | Diff |
| -- | --------------- | --- | - | - | --- | --- | ---- |
| 1  | France          | 10  | 5 | 0 | 356 | 319 | +37  |
| 2  | Australie       | 9   | 4 | 1 | 353 | 322 | +31  |
| 3  | Russie          | 8   | 3 | 2 | 314 | 308 | +6   |
| 4  | Canada          | 7   | 2 | 3 | 328 | 332 | -4   |
| 5  | Brésil          | 6   | 1 | 4 | 329 | 354 | -25  |
| 6  | Grande-Bretagne | 5   | 0 | 5 | 327 | 372 | -45  |

|  | Qualifié pour les quarts de finale                                                                        |
|  | Pts points ; G victoires ; P défaites PP points marqués ; PC points encaissés ; Diff différence de points |

#### Matchs
| 28 juillet 2012 11 h 15 BST | Rapport | Canada                                            | 53–58                    | Russie                                                  |  | Basketball Arena, Londres Affluence : 8 651 Arbitres : Recep Ankaralı Peng Ling Samir Abaakil | NBC BeIN |
| 28 juillet 2012 11 h 15 BST | Rapport | Score par quart-temps : 17–15, 13–9, 13–13, 10–21 |                          |                                                         |  | Basketball Arena, Londres Affluence : 8 651 Arbitres : Recep Ankaralı Peng Ling Samir Abaakil | NBC BeIN |
| 28 juillet 2012 11 h 15 BST | Rapport | Kim Smith 20 Tamara Tatham 5 Shona Thorburn 6     | Points Rebonds Passes d. | Becky Hammon 14 Irina Osipova 12 Ielena Danilotchkina 6 |  | Basketball Arena, Londres Affluence : 8 651 Arbitres : Recep Ankaralı Peng Ling Samir Abaakil | NBC BeIN |

| 28 juillet 2012 20 h 00 BST | Rapport | Brésil                                                          | 58–73                    | France                                          |  | Basketball Arena, Londres Affluence : 7 997 Arbitres : Robert Lottermoser Rabah Noujaim Felicia Grinter | NBC BeIN |
| 28 juillet 2012 20 h 00 BST | Rapport | Score par quart-temps : 20–16, 14–18, 15–18, 9–21               |                          |                                                 |  | Basketball Arena, Londres Affluence : 7 997 Arbitres : Robert Lottermoser Rabah Noujaim Felicia Grinter | NBC BeIN |
| 28 juillet 2012 20 h 00 BST | Rapport | Érika de Souza 17 Clarissa dos Santos 12 Adriana Moisés Pinto 5 | Points Rebonds Passes d. | Céline Dumerc 23 Endéné Miyem 7 Céline Dumerc 5 |  | Basketball Arena, Londres Affluence : 7 997 Arbitres : Robert Lottermoser Rabah Noujaim Felicia Grinter | NBC BeIN |

| 28 juillet 2012 22 h 15 BST | Rapport | Australie                                             | 74–58                    | Grande-Bretagne                                        |  | Basketball Arena, Londres Affluence : 8 554 Arbitres : Jorge Carrion Shoko Sugruro Borys Ryschyk | NBC BeIN |
| 28 juillet 2012 22 h 15 BST | Rapport | Score par quart-temps : 16–11, 23–15, 18–16, 17–16    |                          |                                                        |  | Basketball Arena, Londres Affluence : 8 554 Arbitres : Jorge Carrion Shoko Sugruro Borys Ryschyk | NBC BeIN |
| 28 juillet 2012 22 h 15 BST | Rapport | Lauren Jackson 18 Suzy Batkovic 7 Samantha Richards 4 | Points Rebonds Passes d. | Vanderwal, Leedham 11 Julie Page 7 Stafford, Leedham 3 |  | Basketball Arena, Londres Affluence : 8 554 Arbitres : Jorge Carrion Shoko Sugruro Borys Ryschyk | NBC BeIN |

| 30 juillet 2012 14 h 30 BST | Rapport | France                                                                  | 74–70                    | Australie                                       | OT | Basketball Arena, Londres Affluence : 8 664 Arbitres : William Kennedy Chrístos Christodoúlou Peng Ling | NBC BeIN |
| 30 juillet 2012 14 h 30 BST | Rapport | Score par quart-temps : 11–14, 17–13, 24–24, 13–14 ; prolongation : 9–5 |                          |                                                 | OT | Basketball Arena, Londres Affluence : 8 664 Arbitres : William Kennedy Chrístos Christodoúlou Peng Ling | NBC BeIN |
| 30 juillet 2012 14 h 30 BST | Rapport | Émilie Gomis 22 Isabelle Yacoubou 7 Beikes, Dumerc 2                    | Points Rebonds Passes d. | Suzy Batkovic 17 Suzy Batkovic 10 Jenna O'Hea 5 | OT | Basketball Arena, Londres Affluence : 8 664 Arbitres : William Kennedy Chrístos Christodoúlou Peng Ling | NBC BeIN |

| 30 juillet 2012 16 h 45 BST | Rapport | Russie                                                      | 69–59                    | Brésil                                               |  | Basketball Arena, Londres Affluence : 9 508 Arbitres : Guerrino Cerebuch Ilija Belošević Snehal Bendke | NBC BeIN |
| 30 juillet 2012 16 h 45 BST | Rapport | Score par quart-temps : 19–18, 12–8, 18–17, 20–16           |                          |                                                      |  | Basketball Arena, Londres Affluence : 9 508 Arbitres : Guerrino Cerebuch Ilija Belošević Snehal Bendke | NBC BeIN |
| 30 juillet 2012 16 h 45 BST | Rapport | Evgeniya Belyakova 14 Nadezhda Grishaeva 8 trois joueuses 3 | Points Rebonds Passes d. | Érika de Souza 15 Érika de Souza 18 Karla da Costa 4 |  | Basketball Arena, Londres Affluence : 9 508 Arbitres : Guerrino Cerebuch Ilija Belošević Snehal Bendke | NBC BeIN |

| 30 juillet 2012 20 h 00 BST | Rapport | Grande-Bretagne                                         | 65–73                    | Canada                                                      |  | Basketball Arena, Londres Affluence : 8 563 Arbitres : Juan Arteaga Saša Pukl Vitalis Gode | NBC BeIN |
| 30 juillet 2012 20 h 00 BST | Rapport | Score par quart-temps : 15–19, 17–17, 21–19, 12–18      |                          |                                                             |  | Basketball Arena, Londres Affluence : 8 563 Arbitres : Juan Arteaga Saša Pukl Vitalis Gode | NBC BeIN |
| 30 juillet 2012 20 h 00 BST | Rapport | Stafford, Leedham 15 Temi Fagbenle 6 Stefanie Collins 4 | Points Rebonds Passes d. | Shona Thorburn 18 Pilypaitis, T. Tatham 5 Teresa Gabriele 7 |  | Basketball Arena, Londres Affluence : 8 563 Arbitres : Juan Arteaga Saša Pukl Vitalis Gode | NBC BeIN |

| 1er août 2012 9 h 00 BST | Rapport | Canada                                               | 60–64                    | France                                            |  | Basketball Arena, Londres Affluence : 7 841 Arbitres : Luigi Lamonica Pablo Estévez Shoko Suguro | NBC BeIN |
| 1er août 2012 9 h 00 BST | Rapport | Score par quart-temps : 12–13, 13–15, 15–14, 20–22   |                          |                                                   |  | Basketball Arena, Londres Affluence : 7 841 Arbitres : Luigi Lamonica Pablo Estévez Shoko Suguro | NBC BeIN |
| 1er août 2012 9 h 00 BST | Rapport | Shona Thorburn 17 Natalie Achonwa 8 Shona Thorburn 3 | Points Rebonds Passes d. | Émilie Gomis 16 Sandrine Gruda 6 trois joueuses 3 |  | Basketball Arena, Londres Affluence : 7 841 Arbitres : Luigi Lamonica Pablo Estévez Shoko Suguro | NBC BeIN |

| 1er août 2012 14 h 30 BST | Rapport | Australie                                          | 67–61                    | Brésil                                                         |  | Basketball Arena, Londres Affluence : 8 869 Arbitres : Recep Ankarali Carl Jungebrand Vitalis Gode | NBC BeIN |
| 1er août 2012 14 h 30 BST | Rapport | Score par quart-temps : 15–10, 16–8, 20–22, 16–21  |                          |                                                                |  | Basketball Arena, Londres Affluence : 8 869 Arbitres : Recep Ankarali Carl Jungebrand Vitalis Gode | NBC BeIN |
| 1er août 2012 14 h 30 BST | Rapport | Lauren Jackson 18 Liz Cambage 10 Kristi Harrower 5 | Points Rebonds Passes d. | Karla da Costa 22 Damiris Dantas do Amaral 10 Karla da Costa 3 |  | Basketball Arena, Londres Affluence : 8 869 Arbitres : Recep Ankarali Carl Jungebrand Vitalis Gode | NBC BeIN |

| 1er août 2012 16 h 45 BST | Rapport | Grande-Bretagne                                     | 61–67                    | Russie                                               |  | Basketball Arena, Londres Affluence : 9 548 Arbitres : Felicia Grinter Rabah Noujaim Jorge Vázquez | NBC BeIN |
| 1er août 2012 16 h 45 BST | Rapport | Score par quart-temps : 14–16, 13–23, 18–13, 16–15  |                          |                                                      |  | Basketball Arena, Londres Affluence : 9 548 Arbitres : Felicia Grinter Rabah Noujaim Jorge Vázquez | NBC BeIN |
| 1er août 2012 16 h 45 BST | Rapport | Natalie Stafford 18 Julie Page 7 Collins, Leedham 3 | Points Rebonds Passes d. | Evgeniya Belyakova 12 Irina Osipova 9 Becky Hammon 6 |  | Basketball Arena, Londres Affluence : 9 548 Arbitres : Felicia Grinter Rabah Noujaim Jorge Vázquez | NBC BeIN |

| 3 août 2012 11 h 15 BST | Rapport | Russie                                                  | 66–70                    | Australie                                       |  | Basketball Arena, Londres Affluence : 9 299 Arbitres : Cristiano Maranho Fernando Sampietro Robert Lottermoser | NBC BeIN |
| 3 août 2012 11 h 15 BST | Rapport | Score par quart-temps : 15–21, 15–11, 18–22, 18–16      |                          |                                                 |  | Basketball Arena, Londres Affluence : 9 299 Arbitres : Cristiano Maranho Fernando Sampietro Robert Lottermoser | NBC BeIN |
| 3 août 2012 11 h 15 BST | Rapport | Irina Osipova 15 Irina Osipova 9 Ielena Danilotchkina 4 | Points Rebonds Passes d. | Liz Cambage 17 Liz Cambage 10 O'Hea, Harrower 5 |  | Basketball Arena, Londres Affluence : 9 299 Arbitres : Cristiano Maranho Fernando Sampietro Robert Lottermoser | NBC BeIN |

| 3 août 2012 14 h 30 BST | Rapport | Brésil                                                | 73–79                    | Canada                                            |  | Basketball Arena, Londres Affluence : 9 329 Arbitres : José Carrion Borys Ryschyk Carole Delauné | NBC BeIN |
| 3 août 2012 14 h 30 BST | Rapport | Score par quart-temps : 8–18, 17–21, 28–16, 20–24     |                          |                                                   |  | Basketball Arena, Londres Affluence : 9 329 Arbitres : José Carrion Borys Ryschyk Carole Delauné | NBC BeIN |
| 3 août 2012 14 h 30 BST | Rapport | Érika de Souza 22 Joice Rodrigues 4 Érika de Souza 12 | Points Rebonds Passes d. | Pilypaitis, Smith 14 Shona Thorburn 8 Kim Smith 5 |  | Basketball Arena, Londres Affluence : 9 329 Arbitres : José Carrion Borys Ryschyk Carole Delauné | NBC BeIN |

| 3 août 2012 20 h 00 BST | Rapport | France                                                                    | 80–77                    | Grande-Bretagne                                  | OT | Basketball Arena, Londres Affluence : 8 883 Arbitres : Ilija Belošević Oļegs Latiševs Snehal Bendke | NBC BeIN |
| 3 août 2012 20 h 00 BST | Rapport | Score par quart-temps : 10–13, 17–10, 20–21, 20–23 ; prolongation : 13–10 |                          |                                                  | OT | Basketball Arena, Londres Affluence : 8 883 Arbitres : Ilija Belošević Oļegs Latiševs Snehal Bendke | NBC BeIN |
| 3 août 2012 20 h 00 BST | Rapport | Gruda, Lawson-Wade 16 Élodie Godin 8 Élodie Godin 4                       | Points Rebonds Passes d. | Johannah Leedham 29 Page, Leedham 8 Julie Page 3 | OT | Basketball Arena, Londres Affluence : 8 883 Arbitres : Ilija Belošević Oļegs Latiševs Snehal Bendke | NBC BeIN |

| 5 août 2012 9 h 00 BST | Rapport | France                                            | 65–54                    | Russie                                                           |  | Basketball Arena, Londres Affluence : 7 855 Arbitres : Pablo Estévez Saša Pukl Shoko Sugruro | NBC BeIN |
| 5 août 2012 9 h 00 BST | Rapport | Score par quart-temps : 10–15, 15–6, 30–13, 10–20 |                          |                                                                  |  | Basketball Arena, Londres Affluence : 7 855 Arbitres : Pablo Estévez Saša Pukl Shoko Sugruro | NBC BeIN |
| 5 août 2012 9 h 00 BST | Rapport | Céline Dumerc 12 Yacoubou, Beikes 7 Dumerc 3      | Points Rebonds Passes d. | Evgeniya Belyakova 14 Hammon, Osipova 5 Danilotchkina, Osipova 3 |  | Basketball Arena, Londres Affluence : 7 855 Arbitres : Pablo Estévez Saša Pukl Shoko Sugruro | NBC BeIN |

| 5 août 2012 14 h 30 BST | Rapport | Canada                                             | 63–72                    | Australie                                            |  | Basketball Arena, Londres Affluence : 9 112 Arbitres : Felicia Grinter Oļegs Latiševs Snehal Bendke | NBC BeIN |
| 5 août 2012 14 h 30 BST | Rapport | Score par quart-temps : 10–24, 12–11, 20–12, 21–25 |                          |                                                      |  | Basketball Arena, Londres Affluence : 9 112 Arbitres : Felicia Grinter Oļegs Latiševs Snehal Bendke | NBC BeIN |
| 5 août 2012 14 h 30 BST | Rapport | Kim Smith 17 Lizanne Murphy 5 Shona Thorburn 5     | Points Rebonds Passes d. | Belinda Snell 12 Lauren Jackson 9 Screen, Harrower 4 |  | Basketball Arena, Londres Affluence : 9 112 Arbitres : Felicia Grinter Oļegs Latiševs Snehal Bendke | NBC BeIN |

| 5 août 2012 22 h 15 BST | Rapport | Grande-Bretagne                                            | 66–78                    | Brésil                                                                |  | Basketball Arena, Londres Affluence : 8 895 Arbitres : Chrístos Christodoúlou William Kennedy Peng Ling | NBC BeIN |
| 5 août 2012 22 h 15 BST | Rapport | Score par quart-temps : 19–19, 17–20, 17–25, 13–14         |                          |                                                                       |  | Basketball Arena, Londres Affluence : 8 895 Arbitres : Chrístos Christodoúlou William Kennedy Peng Ling | NBC BeIN |
| 5 août 2012 22 h 15 BST | Rapport | Natalie Stafford 15 Natalie Stafford 10 Natalie Stafford 4 | Points Rebonds Passes d. | Clarissa dos Santos 16 Clarissa dos Santos 13 Adriana Moisés Pinto 12 |  | Basketball Arena, Londres Affluence : 8 895 Arbitres : Chrístos Christodoúlou William Kennedy Peng Ling | NBC BeIN |

## Phase finale
|  | Quarts de finale        | Quarts de finale |            |           | Demi-finales           | Demi-finales           |    |  | Finale  | Finale  |
|  | Quarts de finale        | Quarts de finale |            |           | Demi-finales           | Demi-finales           |    |  | Finale  | Finale  |
|  |                         |                  |            |           |                        |                        |    |  |         |         |
|  | 7 août                  | 7 août           |            |           | 9 août                 | 9 août                 |    |  | 11 août | 11 août |
|  | 7 août                  | 7 août           |            |           | 9 août                 | 9 août                 |    |  | 11 août | 11 août |
|  | [B2] Australie          | 75               |            |           | 9 août                 | 9 août                 |    |  | 11 août | 11 août |
|  | [B2] Australie          | 75               |            |           | 9 août                 | 9 août                 |    |  | 11 août | 11 août |
|  | [A3] Chine              | 60               |            |           | 9 août                 | 9 août                 |    |  | 11 août | 11 août |
|  | [A3] Chine              | 60               | Australie  | 73        |                        |                        |    |  | 11 août | 11 août |
|  | 7 août                  |                  | Australie  | 73        |                        |                        |    |  | 11 août | 11 août |
|  |                         | États-Unis       | 86         |           |                        |                        |    |  | 11 août | 11 août |
|  | [A1] États-Unis         | États-Unis       | 86         | 91        |                        |                        |    |  | 11 août | 11 août |
|  | [A1] États-Unis         |                  |            | 91        |                        |                        |    |  | 11 août | 11 août |
|  | [B4] Canada             | 48               |            |           |                        |                        |    |  | 11 août | 11 août |
|  | [B4] Canada             | 48               | États-Unis | 86        |                        |                        |    |  |         |         |
|  | 7 août                  |                  | États-Unis | 86        |                        |                        |    |  |         |         |
|  |                         | France           | 50         |           |                        |                        |    |  |         |         |
|  | [A2] Turquie            | France           | 50         | 63        |                        |                        |    |  |         |         |
|  | [A2] Turquie            | 9 août           |            | 63        |                        |                        |    |  |         |         |
|  | [B3] Russie             | 66               |            |           |                        |                        |    |  |         |         |
|  | [B3] Russie             | 66               | Russie     | 64        |                        |                        |    |  |         |         |
|  | 7 août                  | 7 août           | Russie     | 64        | Match pour la 3e place | Match pour la 3e place |    |  |         |         |
|  | 7 août                  | 7 août           |            | France    | Match pour la 3e place | Match pour la 3e place | 81 |  |         |         |
|  | [B1] France             | 71               | 11 août    | 11 août   |                        |                        | 81 |  |         |         |
|  | [B1] France             | 71               | 11 août    | 11 août   |                        |                        |    |  |         |         |
|  | [A4] République tchèque | 68               |            | Australie | 83                     |                        |    |  |         |         |
|  | [A4] République tchèque | 68               |            | Australie | 83                     |                        |    |  |         |         |
|  |                         |                  |            |           |                        |                        |    |  | Russie  | 74      |
|  |                         |                  |            |           |                        |                        |    |  | Russie  | 74      |

### Quarts de finale

#### Résumé

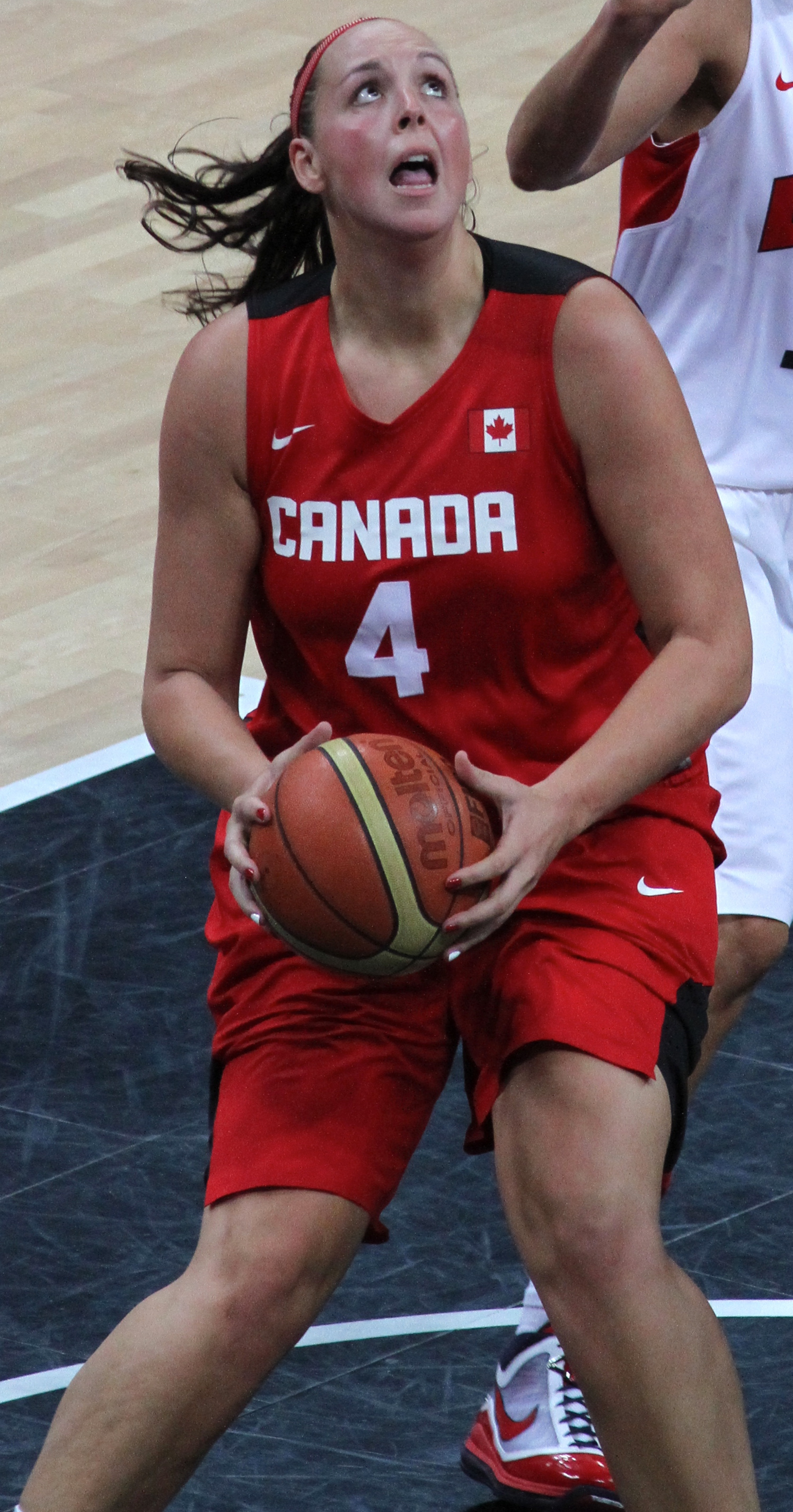
La Canadienne Krista Phillips face aux Américaines.

Le premier match des quarts de finale oppose les Américaines aux Canadiennes. Les Américaines prennent l'avantage rapidement pour mener de onze points après le premier quart-temps, puis de vingt-et-un à la mi-temps. La différence s'accentue encore par la suite, 68 à 31 après 30 minutes, puis 91 à 48 au terme de la rencontre, l'écart maximum s'élevant à 49 points. Les Canadiennes sont limitées à 31 % de réussite à deux points et à un 5 en 17 à trois points, la meilleure marqueuse étant Kim Smith avec 13 points. Chez les Américaines, où onze des douze joueuses inscrivent des points, cinq marquent dix points ou plus, le meilleur score est réalisé par Diana Taurasi qui marque 15 points, avec également 3 rebonds et 4 passes.
Le deuxième match oppose les Australiennes aux Chinoises. Les Australiennes prennent l'avantage dès le premier quart-temps, terminé avec une avance de six points. Les Chinoises reviennent au score grâce à un 7 à 0, puis atteignent la mi-temps avec un point d'avance. La partie reste serrée lors de troisième période, le plus grand écart étant alors de cinq points. Les Australiennes passent un 8 à 0 au milieu de la dernière période pour prendre un avantage de 10 points. Un panier à deux points de Lauren Jackson donne 13 points d'avance à son équipe à 3 minutes de la fin d'une rencontre finalement remportée sur le score de 75 à 60. Jackson devient alors la meilleure marqueuse de l'histoire du tournoi olympique, devant la Brésilienne Janeth Arcain, qui a inscrit 535 points, et l'Américaine Lisa Leslie, désormais troisième avec 488 au compteur,. L'Australie, dont la meilleure marqueuse est de nouveau Liz Cambage, 17 points, devant Suzy Batkovic, 15 points et Jackson 12 points, retrouve ainsi en demi-finale les États-Unis, équipe face à laquelle elle reste sur une série de quinze défaites aux Jeux olympiques ou aux championnats du monde depuis 1967.

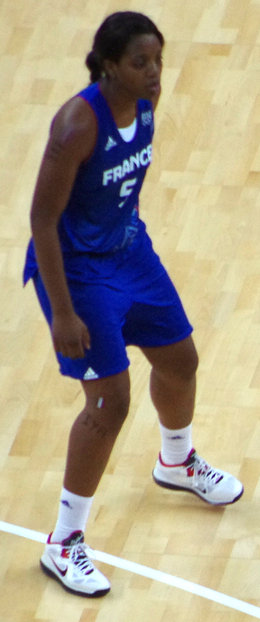
La Française Endéné Miyem.

L'affiche du troisième quart de finale est la réplique de la finale du Championnat d'Europe 2011. Les Russes sont opposées à l'équipe de Turquie, qui s'appuie sur Nevriye Yılmaz, 22 points, Birsel Vardarlı, et Kuanitra Hollingsworth, toutes deux à 12 points. Chez les Russes, la meilleure marqueuse est Becky Hammon qui inscrit 19 points devant Evgeniya Belyakova, Natalia Vieru et Anna Petrakova, 10 points. Après avoir pris l'avantage dans le premier quart, les Russes passent la mi-temps avec six points d'avance, mais voient les Turques revenir au score, 51 partout à la trentième minute. À 13 secondes de la fin, Becky Hammon inscrit un panier à deux points, permettant à son équipe de mener. Vardarlı échoue sur un tir à trois points à la sonnerie qui aurait permis à la Turquie de remporter le match.
La France entame parfaitement le quatrième quart de finale, rencontre qui l'oppose à la République tchèque, menant de 9 points après huit minutes,. Une défense de zone des Tchèques leur permet de prendre une avance de cinq points avant que la mi-temps n'arrive sur le score de 28 partout. En une minute trente, la France encaisse un 10 à 0 en début de troisième période. Le plus gros écart en faveur des Tchèques est de 13 points avant que Céline Dumerc ne réussisse son premier tir à trois points du match pour atteindre la fin du quart-temps avec un retard de 10 points. La France s'appuie sur Endéné Miyem et Céline Dumerc, respectivement 12 et 9 points dans le dernier quart-temps, pour revenir dans la partie, Jana Veselá, douze points lors de la partie, mais aucun dans la dernière période, étant désormais parfaitement prise en défense. Trois tirs à trois points s'avèrent décisifs, d'abord Miyem puis Dumerc, qui permet de recoller à deux points, et de nouveau Dumerc qui donne un avantage de deux points à 1 min 5 s de la fin, avantage que la France parvient à conserver pour l'emporter 71 à 68.

#### Rencontres
| 7 août 2012 14 h 00 BST | Rapport | États-Unis                                        | 91–48                    | Canada                                           |  | North Greenwich Arena, Londres Affluence : 8 915 Arbitres : Guerrino Cerebuch Shoko Sugruro Vitalis Gode | NBC BeIN |
| 7 août 2012 14 h 00 BST | Rapport | Score par quart-temps : 19–8, 23–13, 26–10, 23–17 |                          |                                                  |  | North Greenwich Arena, Londres Affluence : 8 915 Arbitres : Guerrino Cerebuch Shoko Sugruro Vitalis Gode | NBC BeIN |
| 7 août 2012 14 h 00 BST | Rapport | Diana Taurasi 15 Moore, Parker 7 Sue Bird 5       | Points Rebonds Passes d. | Kim Smith 13 Krista Phillips 8 Krista Phillips 5 |  | North Greenwich Arena, Londres Affluence : 8 915 Arbitres : Guerrino Cerebuch Shoko Sugruro Vitalis Gode | NBC BeIN |

| 7 août 2012 16 h 15 BST | Rapport | Australie                                          | 75–60                    | Chine                              |  | North Greenwich Arena, Londres Affluence : 9 396 Arbitres : Oļegs Latiševs Elena Chernova Carole Delauné | NBC BeIN |
| 7 août 2012 16 h 15 BST | Rapport | Score par quart-temps : 22–16, 13–20, 20–16, 20-8  |                          |                                    |  | North Greenwich Arena, Londres Affluence : 9 396 Arbitres : Oļegs Latiševs Elena Chernova Carole Delauné | NBC BeIN |
| 7 août 2012 16 h 15 BST | Rapport | Liz Cambage 17 Suzy Batkovic 9 Samantha Richards 7 | Points Rebonds Passes d. | Ma Zengyu 15 Chen Nan 7 Gao Song 3 |  | North Greenwich Arena, Londres Affluence : 9 396 Arbitres : Oļegs Latiševs Elena Chernova Carole Delauné | NBC BeIN |

| 7 août 2012 20 h 00 BST | Rapport | Turquie                                                  | 63–66                    | Russie                                          |  | North Greenwich Arena, Londres Affluence : 8 748 Arbitres : José Carrion William Kennedy Peng Ling | NBC BeIN |
| 7 août 2012 20 h 00 BST | Rapport | Score par quart-temps : 16–23, 12–11, 23–17, 12–15       |                          |                                                 |  | North Greenwich Arena, Londres Affluence : 8 748 Arbitres : José Carrion William Kennedy Peng Ling | NBC BeIN |
| 7 août 2012 20 h 00 BST | Rapport | Quanitra Hollingsworth 22 Işıl Alben 6 Birsel Vardarlı 6 | Points Rebonds Passes d. | Becky Hammon 19 Anna Petrakova 7 Becky Hammon 5 |  | North Greenwich Arena, Londres Affluence : 8 748 Arbitres : José Carrion William Kennedy Peng Ling | NBC BeIN |

| 7 août 2012 22 h 15 BST | Rapport | France                                             | 71–68                    | République tchèque                               |  | North Greenwich Arena, Londres Affluence : 9 174 Arbitres : Marcos Benito Felicia Grinter Rabah Noujaim | NBC BeIN |
| 7 août 2012 22 h 15 BST | Rapport | Score par quart-temps : 16–12, 12–16, 13–23, 30–17 |                          |                                                  |  | North Greenwich Arena, Londres Affluence : 9 174 Arbitres : Marcos Benito Felicia Grinter Rabah Noujaim | NBC BeIN |
| 7 août 2012 22 h 15 BST | Rapport | Céline Dumerc 23 Sandrine Gruda 7 Céline Dumerc 6  | Points Rebonds Passes d. | Eva Vítečková 17 Hana Horáková 7 Hana Horáková 5 |  | North Greenwich Arena, Londres Affluence : 9 174 Arbitres : Marcos Benito Felicia Grinter Rabah Noujaim | NBC BeIN |

### Demi-finales

#### Résumé
Les derniers matchs de la compétition se déroulent désormais à la O2 Arena, appelée aussi North Greenwich Arena, salle de 23 000 places.
La rencontre attendue en finale entre les États-Unis et l'Australie, affiche des trois dernières finales olympiques (aux Jeux de Sydney, Athènes et Pékin), a finalement lieu en demi-finale. La rencontre, commencée par un 4 à 0 des Américaines, voit les Australiennes leur tenir tête, avec notamment Liz Cambage qui marque dix points durant la première période qui se termine sur le score de 22 à 20 en faveur des Australiennes. Les joueuses de l'entraîneuse australienne Carrie Graf continuent de mener durant la deuxième période, Cambage inscrivant son dix-neuvième point pour donner un avantage de six points à son équipe. Les joueuses de Geno Auriemma parviennent à repasser en tête dès le début de la deuxième mi-temps, le score restant serré jusqu'à une minute de la fin de la troisième période où Tina Charles inscrit deux paniers successifs pour donner un avantage de six points à son équipe. Les Américaines accentuent cet avantage pour remporter la rencontre sur le score 86 à 73. Liz Cambage, la meilleure marqueuse australienne, inscrit tous ses points en première mi-temps, mais elle est ensuite privée de ballons par la défense des Américaines. Lauren Jackson inscrit 14 points et capte 17 rebonds. Chez les Américaines, trois joueuses marquent dix points ou plus, Diana Taurasi et Tina Charles, 14 points, et Sue Bird, 13 points.
La deuxième demi-finale oppose la Russie à la France, ces deux équipes s'étant déjà rencontrées lors du premier tour. L'équipe de France commence sa demi-finale par un huit à zéro, dont six points d'Émilie Gomis et deux de Sandrine Gruda. Becky Hammon inscrit 7 points d'affilée pour son équipe. La France passe devant au premier quart-temps avec une avance de neuf points. L'écart atteint 15 points en début de la période suivante, puis les Russes le réduisent à sept points en fin de première période, qu’Ielena Danilotchkina comble totalement derrière. Les Russes reviennent à deux points en milieu de troisième quart-temps sur deux lancers francs de Natalia Vodopyanova. Deux paniers à trois points d'Émilie Gomis et Céline Dumerc permettent aux Françaises de reprendre un peu le large. La période se termine par un nouveau trois points de Dumerc qui porte le score à 59-51. Endéné Miyem, quatre points, et Sandrine Gruda, accentuent l'avantage en début de dernière période, douze points d'avance. L'écart s'accroit à 20 points sur un tir d'Emmeline Ndongue à 3 min 44 s, malgré sept points dans cette période de Natalia Zhedik. La France remporte la rencontre sur le score de 81 à 64. Six Françaises terminent avec dix points ou plus, Edwige Lawson-Wade, seule Française à participer à ses seconds Jeux, étant la meilleure marqueuse avec 18 points. Chez les Russes, Becky Hammon et Ielena Danilotchkina inscrivent 13 points.

#### Rencontres
| 9 août 2012 17 h 00 BST | Rapport | Australie                                          | 73–86                    | États-Unis                                         |  | North Greenwich Arena, Londres Affluence : 14 162 Arbitres : Ilija Belošević Borys Ryschyk Snehal Bendke | NBC BeIN |
| 9 août 2012 17 h 00 BST | Rapport | Score par quart-temps : 22–20, 25–23, 12–22, 14–21 |                          |                                                    |  | North Greenwich Arena, Londres Affluence : 14 162 Arbitres : Ilija Belošević Borys Ryschyk Snehal Bendke | NBC BeIN |
| 9 août 2012 17 h 00 BST | Rapport | Liz Cambage 19 Lauren Jackson 17 Rachel Jarry 5    | Points Rebonds Passes d. | Taurasi, Charles 14 Tina Charles 10 Tina Charles 4 |  | North Greenwich Arena, Londres Affluence : 14 162 Arbitres : Ilija Belošević Borys Ryschyk Snehal Bendke | NBC BeIN |

| 9 août 2012 21 h 00 BST | Rapport | Russie                                                  | 64–81                    | France                                                      |  | North Greenwich Arena, Londres Affluence : 13 872 Arbitres : Guerrino Cerebuch Jorge Vázquez Stephen Seibel | NBC BeIN FR3 |
| 9 août 2012 21 h 00 BST | Rapport | Score par quart-temps : 15–24, 16–14, 20–21, 13–22      |                          |                                                             |  | North Greenwich Arena, Londres Affluence : 13 872 Arbitres : Guerrino Cerebuch Jorge Vázquez Stephen Seibel | NBC BeIN FR3 |
| 9 août 2012 21 h 00 BST | Rapport | Danilotchkina, Hammon 13 Natalia Vieru 8 Becky Hammon 5 | Points Rebonds Passes d. | Edwige Lawson-Wade 18 Sandrine Gruda 8 Edwige Lawson-Wade 5 |  | North Greenwich Arena, Londres Affluence : 13 872 Arbitres : Guerrino Cerebuch Jorge Vázquez Stephen Seibel | NBC BeIN FR3 |

### Match pour la médaille de bronze

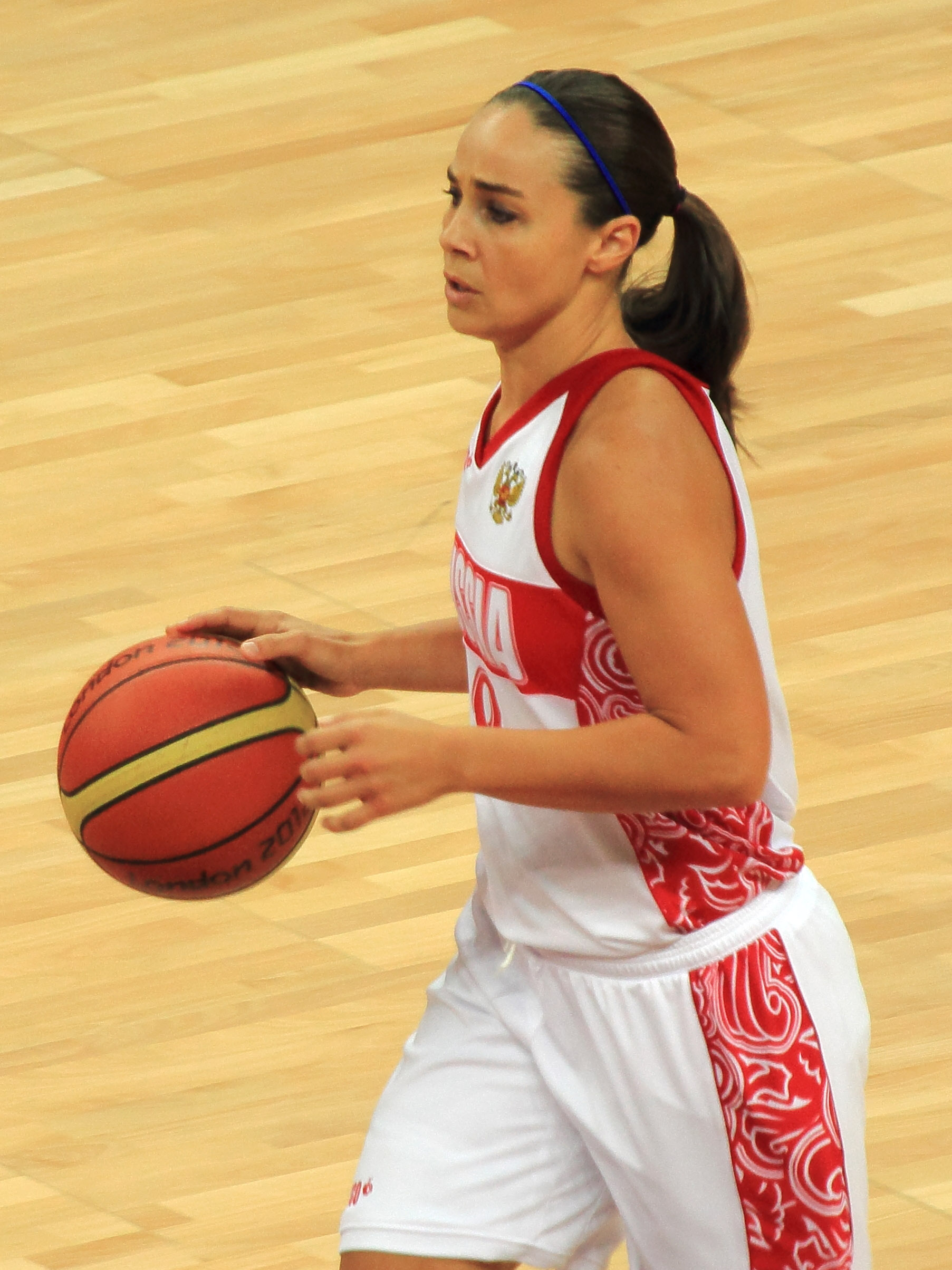
Becky Hammon, lors de la rencontre du premier tour face à l'Australie.

La finale pour la troisième place oppose deux équipes habituées des podiums internationaux : l'Australie est présente sur le podium olympique depuis les Jeux d'Atlanta en 1996 et a obtenu trois médailles en championnat du monde de 1998 à 2006. La Russie obtient deux médailles de bronze olympiques en 2004 et 2008, trois médailles d'argent en championnat du monde et est présente sur le podium à chaque édition du championnat d'Europe depuis 1999.

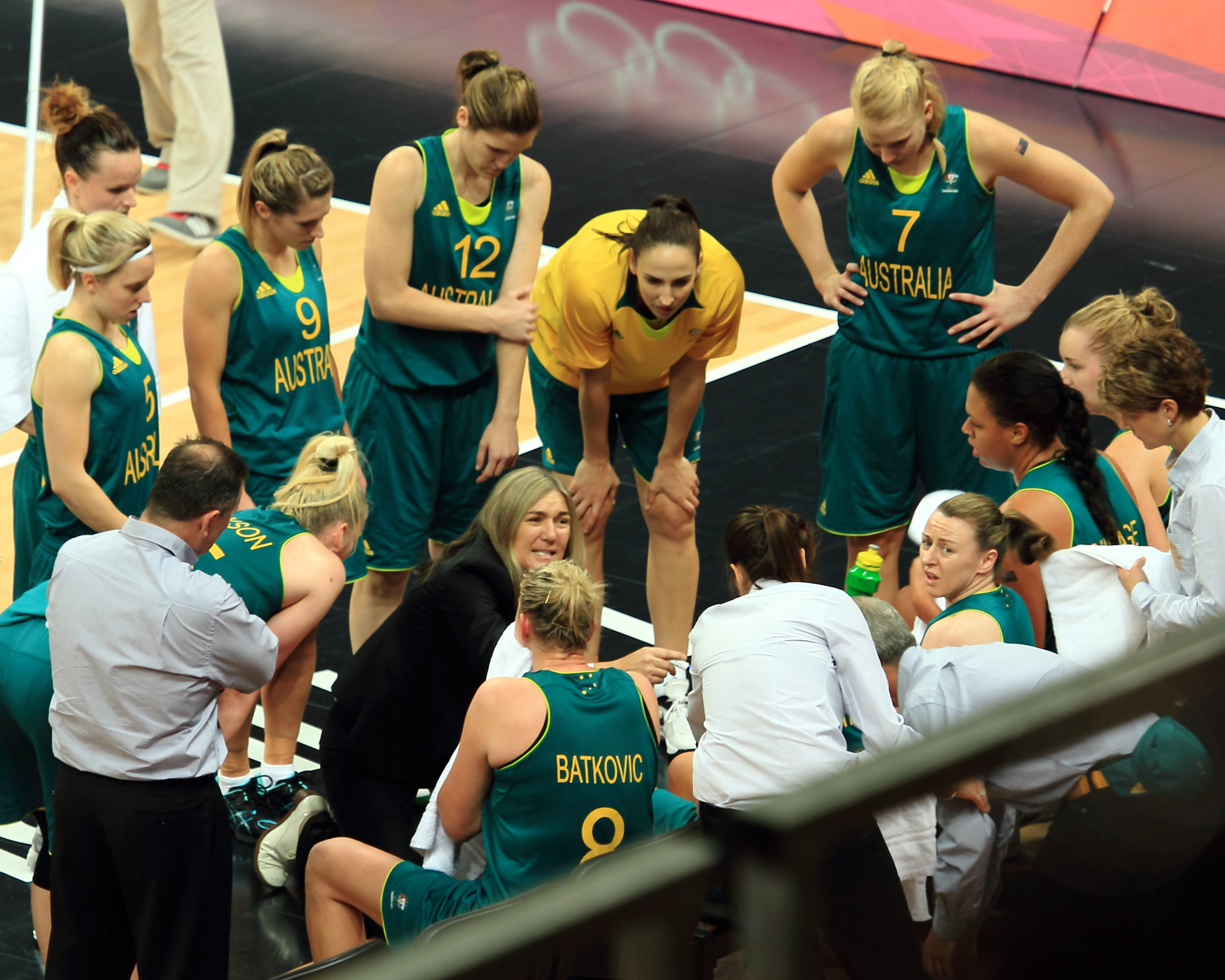
Équipe d'Australie lors d'un temps mort contre la Russie (match du premier tour).

Les deux équipes se tiennent lors du premier quart-temps, clôturé sur le score de 17 à 16 en faveur des Australiennes. Celles-ci creusent un premier écart de six points sur un tir à trois points de Kristi Harrower, écart qui s'élève à dix points avant que Becky Hammon n'inscrive ses deux premiers points juste avant la pause, atteint sur le score de 38 à 30.
Revenu à trois points après 1 min 30 s de jeu en deuxième mi-temps, les Australiennes passent un 10 à 0 en un peu plus de trois minutes. Le score à la fin du troisième quart-temps est de 57 à 43, avec 7 points de Lauren Jackson. L'Australie compte jusqu'à 13 points d'avance dans le dernier quart-temps mais les Russes, avec 9 points de Anna Petrakova et 15 de Becky Hammon, parviennent à s'approcher jusqu'à cinq points des Australiennes, celles-ci comptant sur Lauren Jackson pour marquer 14 points sur la période. L'Australie s'impose finalement sur le score de 83 à 74.
Lors de cette rencontre, les Australiennes s'appuient sur trois joueuses expérimentées, Lauren Jackson 25 points et 11 rebonds, Kristi Harrower 21 points, 3 rebonds et 4 passes et Suzy Batkovic, 17 points et 8 rebonds. Chez les Russes, Becky Hammon inscrit 19 points, Anna Petrakova et Evgeniya Belyakova 10.
| 11 août 2012 17 h 00 BST | Rapport | Australie                                          | 83–74                    | Russie                                               |  | North Greenwich Arena, Londres Affluence : 13 419 Arbitres : Jorge Vázquez Felicia Grinter Shoko Sugruro | NBC BeIN |
| 11 août 2012 17 h 00 BST | Rapport | Score par quart-temps : 17–16, 21–14, 19–13, 26–31 |                          |                                                      |  | North Greenwich Arena, Londres Affluence : 13 419 Arbitres : Jorge Vázquez Felicia Grinter Shoko Sugruro | NBC BeIN |
| 11 août 2012 17 h 00 BST | Rapport | Lauren Jackson 25 Lauren Jackson 11 Jenna O'Hea 5  | Points Rebonds Passes d. | Becky Hammon 19 Natalia Vodopyanova 8 Becky Hammon 4 |  | North Greenwich Arena, Londres Affluence : 13 419 Arbitres : Jorge Vázquez Felicia Grinter Shoko Sugruro | NBC BeIN |

### Finale

#### Résumé

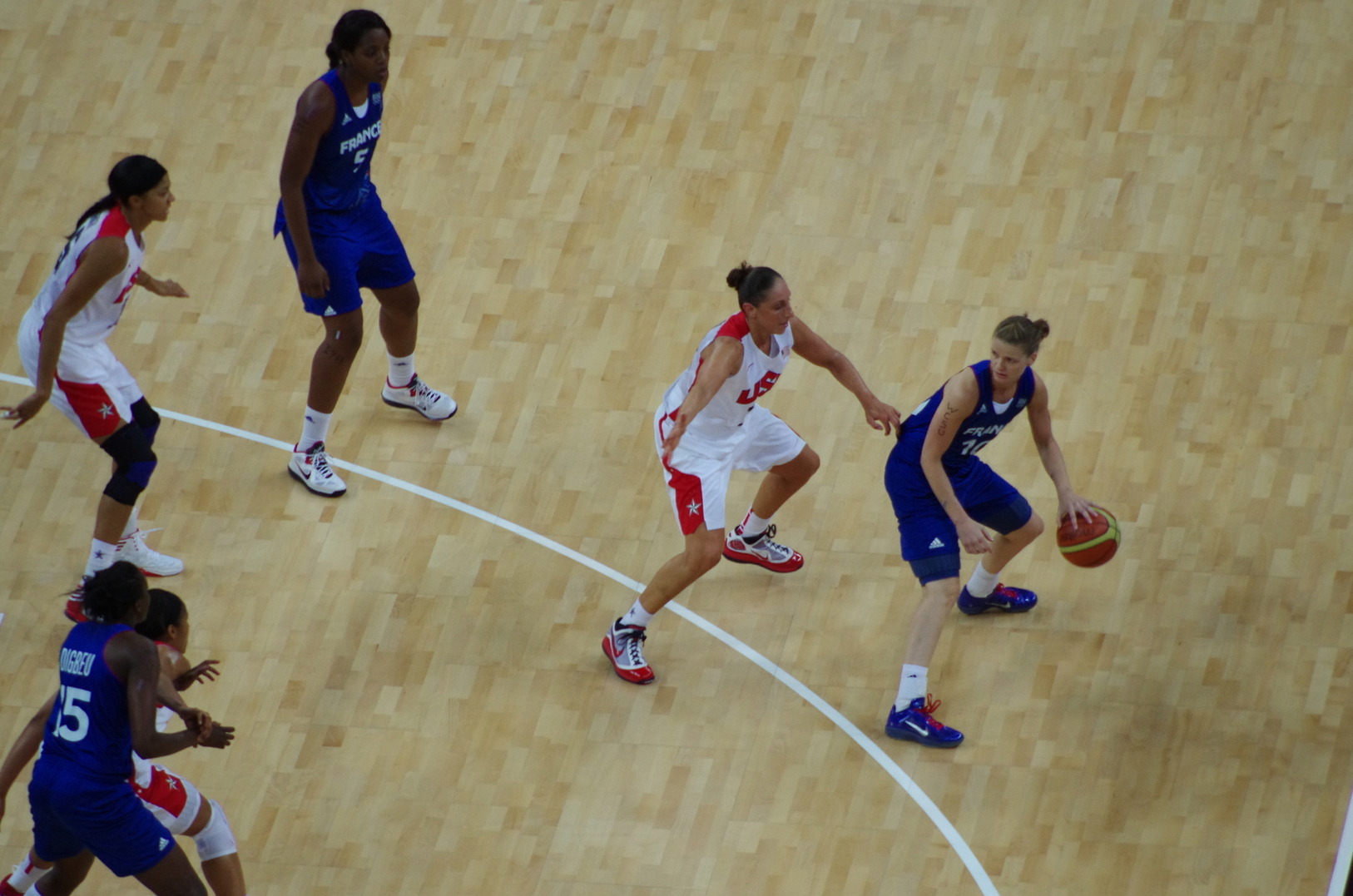
Diana Taurasi défendant sur Florence Lepron.

La France dispute la première finale de son histoire face à une sélection américaine qui dispute sa huitième finale, dont six remportées, en neuf participations aux Jeux olympiques. De plus, les Américaines restent sur quatre médailles d'or lors des quatre dernières éditions, et sur une série de 40 victoires consécutives dans un tournoi olympique. Selon Pierre Vincent, l'entraîneur français, les Américaines sont « intouchables... Même s'il n'existe qu’une chance sur un million de les battre, cette unique chance, on la voit. ».
L'équipe de France présente son cinq de départ habituel : Clémence Beikes, Sandrine Gruda, la capitaine Céline Dumerc, Émilie Gomis et Emmeline NDongué face aux cinq Américaines, la capitaine Sue Bird, Maya Moore, Tamika Catchings, Diana Taurasi et Tina Charles.

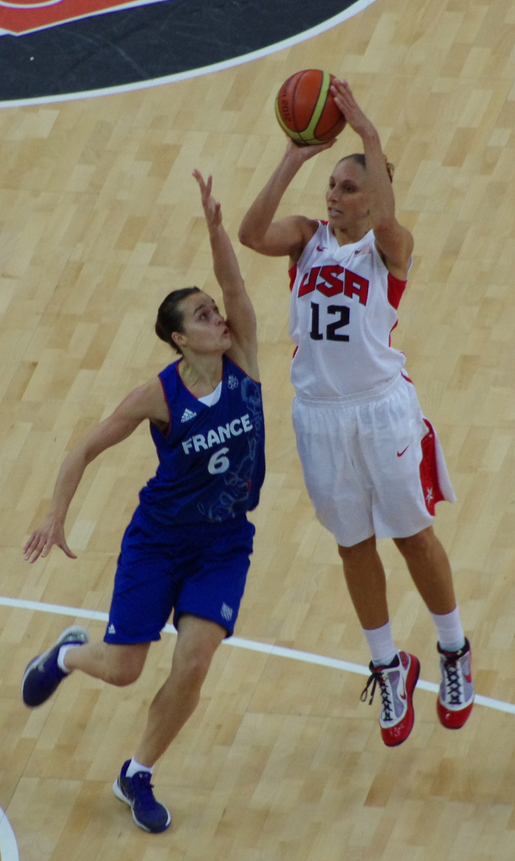
Tir de Diana Taurasi malgré Clémence Beikes.

Les Françaises, qui inscrivent les premiers points du match par Sandrine Gruda, restent au contact jusqu'à la sixième minute, où un tir à trois points d'Edwige Lawson-Wade donne deux points d'avance aux Bleues. À deux minutes cinquante de la fin de la période, Candace Parker redonne l'avantage aux Américaines qui augmentent leur intensité défensive, provoquant notamment deux pertes de balle de Florence Lepron. La fin du premier quart-temps arrive sur le score de 20 à 15 en faveur des Américaines.
Les Françaises reviennent par deux fois à trois points, d'abord grâce à quatre points consécutifs de Sandrine Gruda, puis par Céline Dumerc à la douzième minute. Un apport important de Candace Parker, 15 points à 78 % de réussite aux tirs et 9 rebonds, et des problèmes d'efficacité aux tirs pour les Françaises, permettent aux Américaines d'augmenter leur avantage pour atteindre la mi-temps sur le score de 37 à 25.

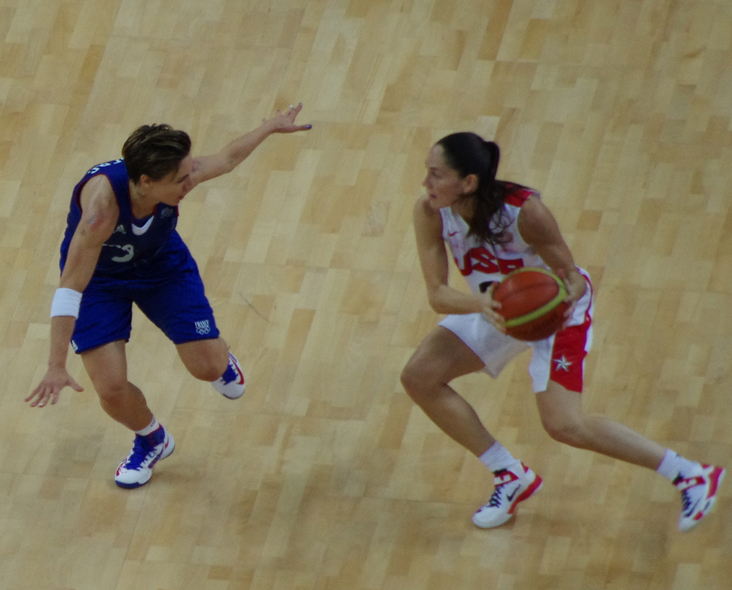
L'Américaine Sue Bird (balle en main) face à la Française Céline Dumerc lors de la finale.

Durant le troisième quart-temps, les Américaines infligent un 19 à 0, pour atteindre le score de 62 à 32 à 1 min 44 s de la fin de la période. Durant ce troisième quart-temps, la meneuse américaine Sue Bird inscrit 7 points, Céline Dumerc inscrivant 4 points.
Les Américaines continuent leur pression et atteignent un écart maximum de 38 points à trois minutes de la fin grâce à un tir de Tamika Catchings. Edwige Lawson-Wade inscrit cinq points en fin de rencontre. La sélection américaine remporte son cinquième titre consécutif.
Candace Parker est la meilleure marqueuse et rebondeuse de son équipe, 21 points et 11 rebonds. Les douze Américaines parviennent à inscrire des points (3 minimum). Chez les Françaises, limitées à 30 % de réussite à deux points et à un 2 sur 11 à trois points, cinq n'ont marqué aucun point, les meilleures marqueuses sont Edwige Lawson-Wade et Sandrine Gruda qui inscrivent 12 points, Emmeline Ndongue étant la meilleure rebondeuse avec 8 prises.
Avec cette seconde place et cette médaille d'argent, les basketteuses offrent à la France sa première médaille olympique pour un sport collectif féminin.

#### Fiche du match
| 11 août 2012 21 h 00 BST | Rapport | États-Unis                                          | 86–50                    | France                                                   |  | North Greenwich Arena, Londres Affluence : 13 295 Arbitres : Fernando Sampietro Elena Chernova Peng Ling | NBC BeIN FR2 |
| 11 août 2012 21 h 00 BST | Rapport | Score par quart-temps : 20–15, 17–10, 26–12, 23–13  |                          |                                                          |  | North Greenwich Arena, Londres Affluence : 13 295 Arbitres : Fernando Sampietro Elena Chernova Peng Ling | NBC BeIN FR2 |
| 11 août 2012 21 h 00 BST | Rapport | Candace Parker 21 Candace Parker 11 Diana Taurasi 6 | Points Rebonds Passes d. | Gruda, Lawson-Wade 12 Emmeline Ndongue 8 Céline Dumerc 3 |  | North Greenwich Arena, Londres Affluence : 13 295 Arbitres : Fernando Sampietro Elena Chernova Peng Ling | NBC BeIN FR2 |

#### Équipes
| - 4 - Lindsay Whalen (16 min 07 - 3 pts)    |
| - 5 - Seimone Augustus (14 min 40 - 8 pts)  |
| - 6 - Sue Bird (24 min 12 - 11 pts)         |
| - 7 - Maya Moore (25 min 36 - 6 pts)        |
| - 8 - Angel McCoughtry (10 min 51 - 7 pts)  |
| - 9 - Asjha Jones (7 min 21 - 4 pts)        |
| - 10 - Tamika Catchings (16 min 21 - 4 pts) |
| - 11 - Swin Cash (5 min 15 - 3 pts)         |
| - 12 - Diana Taurasi (29 min 03 - 9 pts)    |
| - 13 - Sylvia Fowles (11 min 44 - 6 pts)    |
| - 14 - Tina Charles (17 min 29 - 4 pts)     |
| - 15 - Candace Parker (21 min 21 - 21 pts)  |
| Entraîneur :                                |
| - Geno Auriemma                             |
| Entraîneurs-adjoints :                      |
| - Doug Bruno                                |
| - Jennifer Gillom                           |
| - Marynell Meadors                          |

| - 4 - Isabelle Yacoubou-Dehoui (16 min 04 - 8 pts) |
| - 5 - Nwal-Endéné Miyem (10 min 10 - 2 pts)        |
| - 6 - Clémence Beikes (9 min 06 - 0 pt)            |
| - 7 - Sandrine Gruda (24 min 05 - 12 pts)          |
| - 8 - Edwige Lawson-Wade (23 min 55 - 12 pts)      |
| - 9 - Céline Dumerc (26 min 11 - 8 pts)            |
| - 10 - Florence Lepron (8 min 26 - 0 pt)           |
| - 11 - Émilie Gomis (26 min 49 - 4 pts)            |
| - 12 - Marion Laborde (3 min 03 - 0 pt)            |
| - 13 - Élodie Godin (14 min 17 - 0 pt)             |
| - 14 - Emmeline NDongué (19 min 14 - 4 pts)        |
| - 15 - Jennifer Digbeu (18 min 40 - 0 pt)          |
| Entraîneur :                                       |
| - Pierre Vincent                                   |
| Entraîneurs-adjoints :                             |
| - Valérie Garnier                                  |
| - François Brisson                                 |
| - Thierry Moullec                                  |

Avec ce nouveau titre, Sue Bird, Diana Taurasi et Tamika Catchings décrochent leur troisième médaille d'or et ne sont plus qu'à un titre du record absolu de titres en basket-ball (hommes et femmes confondus) détenu par les Américaines Teresa Edwards (1984, 1988, 1996 et 2000, avec en plus une médaille de bronze en 1992) et Lisa Leslie (1996, 2000, 2004 et 2008). Quant à l'équipe des États-Unis, elle décroche son septième titre (et sa neuvième médaille) en neuf participations (en 1980, les Américains ont boycotté les Jeux de Moscou).

## Statistiques
| Nom              | Total | Moyenne |
| ---------------- | ----- | ------- |
| Érika de Souza   | 81    | 16,2    |
| Johannah Leedham | 81    | 16,2    |
| Lauren Jackson   | 127   | 15,9    |
| Chen Nan         | 94    | 15,7    |
| Natalie Stafford | 78    | 15,6    |
| Eva Vítečková    | 91    | 15,2    |
| Céline Dumerc    | 114   | 14,3    |
| Sandra Mandir    | 70    | 14,0    |
| Kimberley Smith  | 83    | 13,8    |
| Liz Cambage      | 109   | 13,6    |

| Nom                 | Ro | Rd | Total | Moyenne |
| ------------------- | -- | -- | ----- | ------- |
| Clarissa dos Santos | 18 | 27 | 45    | 9,0     |
| Érika de Souza      | 13 | 31 | 44    | 8,8     |
| Lauren Jackson      | 11 | 52 | 63    | 7,9     |
| Candace Parker      | 20 | 42 | 62    | 7,8     |
| Tina Charles        | 25 | 34 | 59    | 7,4     |
| Nevriye Yılmaz      | 15 | 28 | 43    | 7,2     |
| Nadir Manuel        | 18 | 17 | 35    | 7,0     |
| Irina Osipova       | 20 | 34 | 54    | 6,8     |
| Hana Horáková       | 10 | 31 | 41    | 6,8     |
| Chen Nan            | 9  | 31 | 40    | 6,7     |

| Nom                  | Total | Moyenne |
| -------------------- | ----- | ------- |
| Miao Lijie           | 39    | 6,5     |
| Sue Bird             | 36    | 4,5     |
| Shona Thorburn       | 27    | 4,5     |
| Birsel Vardarlı      | 27    | 4,5     |
| Adriana Moisés Pinto | 22    | 4,4     |
| Becky Hammon         | 32    | 4,0     |
| Jenna O'Hea          | 28    | 3,5     |
| Céline Dumerc        | 27    | 3,4     |
| Ana Lelas            | 16    | 3,2     |
| Joice Rodrigues      | 16    | 3,2     |

| Nom              | Total | Moyenne |
| ---------------- | ----- | ------- |
| Jelena Ivezić    | 14    | 2,8     |
| Angel McCoughtry | 20    | 2,5     |
| Johannah Leedham | 12    | 2,4     |
| Hana Horáková    | 12    | 2,0     |
| Işıl Alben       | 11    | 1,8     |
| Céline Dumerc    | 13    | 1,6     |
| Tamika Catchings | 13    | 1,6     |
| Maya Moore       | 12    | 1,5     |
| Nevriye Yılmaz   | 9     | 1,5     |
| Joice Rodrigues  | 7     | 1,4     |

| Nom             | Total | Moyenne |
| --------------- | ----- | ------- |
| Sandrine Gruda  | 17    | 2,1     |
| Ilona Burgrová  | 10    | 1,7     |
| Liz Cambage     | 13    | 1,6     |
| Érika de Souza  | 8     | 1,6     |
| Luca Ivanković  | 7     | 1,4     |
| Azania Stewart  | 7     | 1,4     |
| Candace Parker  | 10    | 1,3     |
| Temi Fagbenle   | 6     | 1,2     |
| Irina Osipova   | 9     | 1,1     |
| Petra Kulichová | 6     | 1,0     |

| Nom                 | Total | Moyenne |
| ------------------- | ----- | ------- |
| Sandra Mandir       | 17    | 3,4     |
| Érika de Souza      | 16    | 3,2     |
| Krista Phillips     | 18    | 3,0     |
| Ana Lelas           | 15    | 3,0     |
| Clarissa dos Santos | 15    | 3,0     |
| Nacissela Mauricio  | 14    | 2,8     |
| Catarina Camufal    | 14    | 2,8     |
| Nadir Manuel        | 14    | 2,8     |
| Liz Cambage         | 20    | 2,5     |

Les meilleures performances réalisées sur un match sont de vingt-neuf points par la Britannique Johannah Leedham, dix-huit rebonds par la Brésilienne Érika de Souza, douze passes par la Brésilienne Adriana Moisés Pinto, cinq interceptions par la Turque Işıl Alben et six contres par la Tchèque Ilona Burgrová.
| Total | Nom              | Rencontre          | Rencontre | Détail | Détail | Détail |
| Total | Nom              | Adversaire         | Score     | 2 pts  | 3 pts  | LF     |
| ----- | ---------------- | ------------------ | --------- | ------ | ------ | ------ |
| 29    | Johannah Leedham | France             | 77-80     | 9/21   | 1/4    | 8/8    |
| 28    | Chen Nan         | Croatie            | 83-58     | 14/22  | 0/1    | 0/0    |
| 25    | Lauren Jackson   | Russie             | 83-74     | 6/10   | 1/2    | 10/12  |
| 23    | Céline Dumerc    | République tchèque | 71-68     | 7/10   | 3/5    | 0/0    |
| 23    | Céline Dumerc    | Brésil             | 73-58     | 6/8    | 2/2    | 5/7    |
| 23    | Ana Lelas        | Angola             | 75-56     | 3/7    | 5/7    | 2/2    |

| Total | Nom                 | Rencontre          | Rencontre | Détail | Détail | Détail |
| Total | Nom                 | Adversaire         | Score     | Off    | Déf    |        |
| ----- | ------------------- | ------------------ | --------- | ------ | ------ | ------ |
| 18    | Érika de Souza      | Russie             | 59-69     | 6      | 12     |        |
| 17    | Lauren Jackson      | États-Unis         | 73-86     | 3      | 14     |        |
| 15    | Tina Charles        | République tchèque | 88-61     | 8      | 7      |        |
| 13    | Clarissa dos Santos | Grande-Bretagne    | 78-66     | 5      | 8      |        |
| 13    | Candace Parker      | Croatie            | 81-56     | 5      | 8      |        |
| 13    | Nevriye Yılmaz      | République tchèque | 61-57     | 4      | 9      |        |

| Total | Nom                  | Rencontre          | Rencontre |
| Total | Nom                  | Adversaire         | Score     |
| ----- | -------------------- | ------------------ | --------- |
| 12    | Adriana Moisés Pinto | Grande-Bretagne    | 78-66     |
| 10    | Miao Lijie           | Croatie            | 83-58     |
| 9     | Sue Bird             | République tchèque | 88-61     |
| 8     | Miao Lijie           | République tchèque | 66-57     |
| 8     | Miao Lijie           | États-Unis         | 66-114    |
| 8     | Shona Thorburn       | Brésil             | 79-73     |

| Total | Nom              | Rencontre          | Rencontre |
| Total | Nom              | Adversaire         | Score     |
| ----- | ---------------- | ------------------ | --------- |
| 5     | Işıl Alben       | Croatie            | 70-65     |
| 5     | Jelena Ivezić    | Turquie            | 65-70     |
| 5     | Angel McCoughtry | Chine              | 114-66    |
| 5     | Nevriye Yılmaz   | République tchèque | 61-57     |

| Total | Nom            | Rencontre       | Rencontre |
| Total | Nom            | Adversaire      | Score     |
| ----- | -------------- | --------------- | --------- |
| 6     | Ilona Burgrová | Croatie         | 89-70     |
| 5     | Sandrine Gruda | Grande-Bretagne | 80-77     |
| 5     | Azania Stewart | Brésil          | 66-78     |
| 4     | Liz Cambage    | Canada          | 72-63     |
| 4     | Irina Osipova  | Canada          | 58-53     |
| 4     | Candace Parker | Angola          | 90-38     |
| 4     | Kim Smith      | Grande-Bretagne | 73-65     |

## Classement
| Rang | Équipe             | MJ | V-D |
| ---- | ------------------ | -- | --- |
| 1    | États-Unis         | 8  | 8-0 |
| 2    | France             | 8  | 7-1 |
| 3    | Australie          | 8  | 6-2 |
| 4    | Russie             | 8  | 4-4 |
| 5    | Turquie            | 6  | 4-2 |
| 6    | Chine              | 6  | 3-3 |
| 7    | République tchèque | 6  | 2-4 |
| 8    | Canada             | 6  | 2-4 |
| 9    | Brésil             | 5  | 1-4 |
| 10   | Croatie            | 5  | 1-4 |
| 11   | Grande-Bretagne    | 5  | 0-5 |
| 12   | Angola             | 5  | 0-5 |

    : éliminés en quarts de finale
Après la compétition, la Fédération internationale de basket-ball actualise son classement des meilleures nations (en italique, nations non qualifiées pour ce tournoi) :

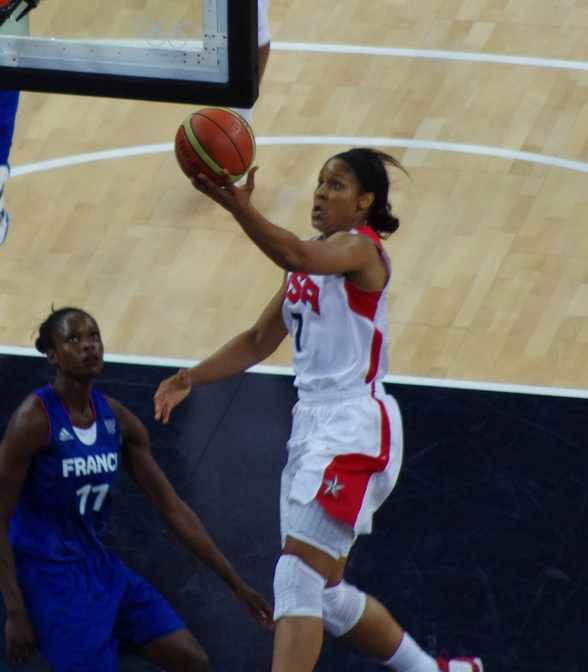
L'Américaine Maya Moore, ici lors de la finale, conforte la suprématie de son pays dans les compétitions internationales de basket-ball féminin.

| No | Équipe             | Points | Évol 2010. |
| -- | ------------------ | ------ | ---------- |
| 1  | États-Unis         | 940    | =          |
| 2  | Australie          | 690    | +1         |
| 3  | Russie             | 665    | -1         |
| 4  | République tchèque | 468    | =          |
| 5  | France             | 440    | +3         |
| 6  | Espagne            | 385    | -1         |
| 7  | Brésil             | 351    | -1         |
| 8  | Chine              | 262    | -1         |
| 9  | Canada             | 218,2  | +2         |
| 10 | Biélorussie        | 195    | =          |
| 13 | Turquie            | 141    | +8         |
| 21 | Croatie            | 65     | +10        |
| 23 | Angola             | 59,6   | +4         |
| 24 | Grande-Bretagne    | 48     | +25        |

## Couverture médiatique et affluence

### Couverture médiatique
La charte olympique stipule que « Le CIO prend toutes les mesures nécessaires afin d'assurer aux Jeux olympiques la couverture la plus complète par les différents moyens de communication et d'information ainsi que l'audience la plus large possible dans le monde ». De plus la retransmission des Jeux olympiques est le moteur principal du financement du Mouvement olympique et des Jeux olympiques, de la croissance de sa popularité mondiale, ainsi que de la représentation mondiale et de la promotion des Jeux olympiques et des valeurs olympiques.
En France, les matchs sont retransmis sur France Télévisions (France 2, France 3, France 4 et France Ô), sur Eurosport et beIN Sport ; pour les États-Unis, NBC Sports, mais aussi Telemundo, CNBC, Bravo et MSNBC. Pour les autres pays directement concernés par le tournoi, les matchs sont retransmis sur Nine Network et Foxtel en Australie, Rede Record, SporTV et Terra Networks au Brésil, China Central Television en Chine, CTV Television Network, Rogers Sportsnet et The Sports Network au Canada, Croatian Radiotelevision en Croatie, ČT4 République tchèque, la BBC au Royaume-Uni, Eurosport international et Perviy Kanal en Russie et Türkiye Radyo Televizyon Kurumu en Turquie. Quant aux autres pays, une partie ou la totalité des matchs sont sur ARD, ZDF, ProSiebenSat.1 et RTL en Allemagne, ESPN Star Sports en Asie (sauf Chine, Taïwan et Philippines), NTN, Al Jazeera Sports, Nile Sports (Égypte) pour les pays arabes, Eurosport international en Europe, TVE en Espagne entre autres. ESPN International dessert beaucoup de pays, comme ses dérivés ESPN Deportes et ESPN Latin America pour l'Amérique du Sud.
Le 9 août 2012, France 3 enregistre 5,2 millions de spectateurs (soit 47,2 % de part d'audience) à la fin de la demi-finale entre la France et la Russie. La finale entre la France et les États-Unis attire 4 309 000 téléspectateurs, soit 33,2 % de part d'audience.

### Affluence
L'affluence pour les matchs du tournoi féminin est sensiblement supérieure à celle du tournoi masculin avec une fréquentation comprise entre 6 671 et 9 548 spectateurs pour les matchs de poule. Le chiffre record est atteint pour la demi-finale entre l'Australie et les États-Unis avec 14 162 spectateurs. Il s'agit de la seconde affluence absolue des deux tournois après le quart de finale masculin entre les États-Unis et l'Australie. La seconde affluence (et troisième des deux tournois) est obtenue pour l'autre demi-finale entre la France et la Russie avec 13 872 spectateurs. Quant à la finale, c'est la quatrième affluence féminine (le match de la troisième place ayant attiré 13 419 spectateurs) avec 13 295 spectateurs soit à peine moins que la finale masculine entre les États-Unis et l'Espagne qui a rassemblé le lendemain 13 514 spectateurs. Pour toutes ces affluences, il s'agit de spectateurs payants ; les athlètes et dirigeants des autres disciplines assistent aux rencontres avec leur laisser-passer. Lors de la finale les joueurs des équipes de France et des États-Unis masculines sont présents pour soutenir leur équipe. On voit même Tony Parker, Boris Diaw, Kobe Bryant et Chris Paul assis côte à côte.